# Riesenläufer
Die Riesenläufer oder Skolopender (Scolopendromorpha) bilden eine Ordnung innerhalb der Klasse der Hundertfüßer (Chilopoda), die wiederum zum Unterstamm der Tausendfüßer (Myriapoda) zählt. Den Riesenläufern gehören sowohl die mitunter bekanntesten als auch die größten Arten der Hundertfüßer an. Die Ordnung der Riesenläufer ist nahezu weltweit verbreitet und bewohnt eine Vielzahl an Lebensräumen.
Mit anderen Hundertfüßern teilen die Riesenläufer ihre nachtaktive und räuberische Lebensweise. Am Tag verstecken die Tiere sich etwa unter der Erde oder in Ritzen, während sie in der Nacht entweder aktiv oder als Lauerjäger auf die Jagd gehen. Das Beuteschema besteht überwiegend aus anderen Gliederfüßern, kann jedoch bei größeren Arten auch kleine Wirbeltiere mit umfassen. Auch ist der für Hundertfüßer typische Lebenszyklus bei den Riesenläufern vorhanden, sodass auch hier die Paarung mit einer bemerkenswerten und langandauernden Kontaktaufnahme hervortritt, bei der sich beide Geschlechtspartner betrillern. Das begattete Weibchen betreibt Brutpflege und schützt die Eier und für einige Zeit auch die daraus schlüpfenden Nachkommen, ehe sich diese verselbstständigen.
Es existieren zwei Überlieferungen von durch Riesenläufer ausgelösten Bissunfällen, die bei Menschen tödlich verlaufen sind, was ansonsten bei keiner anderen Ordnung von Hundertfüßern der Fall ist. Dies macht die Riesenläufer zu toxikologisch bedeutsamen Forschungsobjekten, zumal der Biss einiger Arten mit anderweitig medizinisch relevanten Folgen einhergehen kann und die Gifte der Vertreter der Ordnung allgemein wenig erforscht sind. Ferner werden Riesenläufern wichtige Rollen für Ökosysteme zugesprochen und viele Arten werden überdies als Heimtiere im Bereich der Terraristik gehalten. Vereinzelt finden Riesenläufer auch als Nahrungs- oder als Heilmittel Verwendung.

## Merkmale

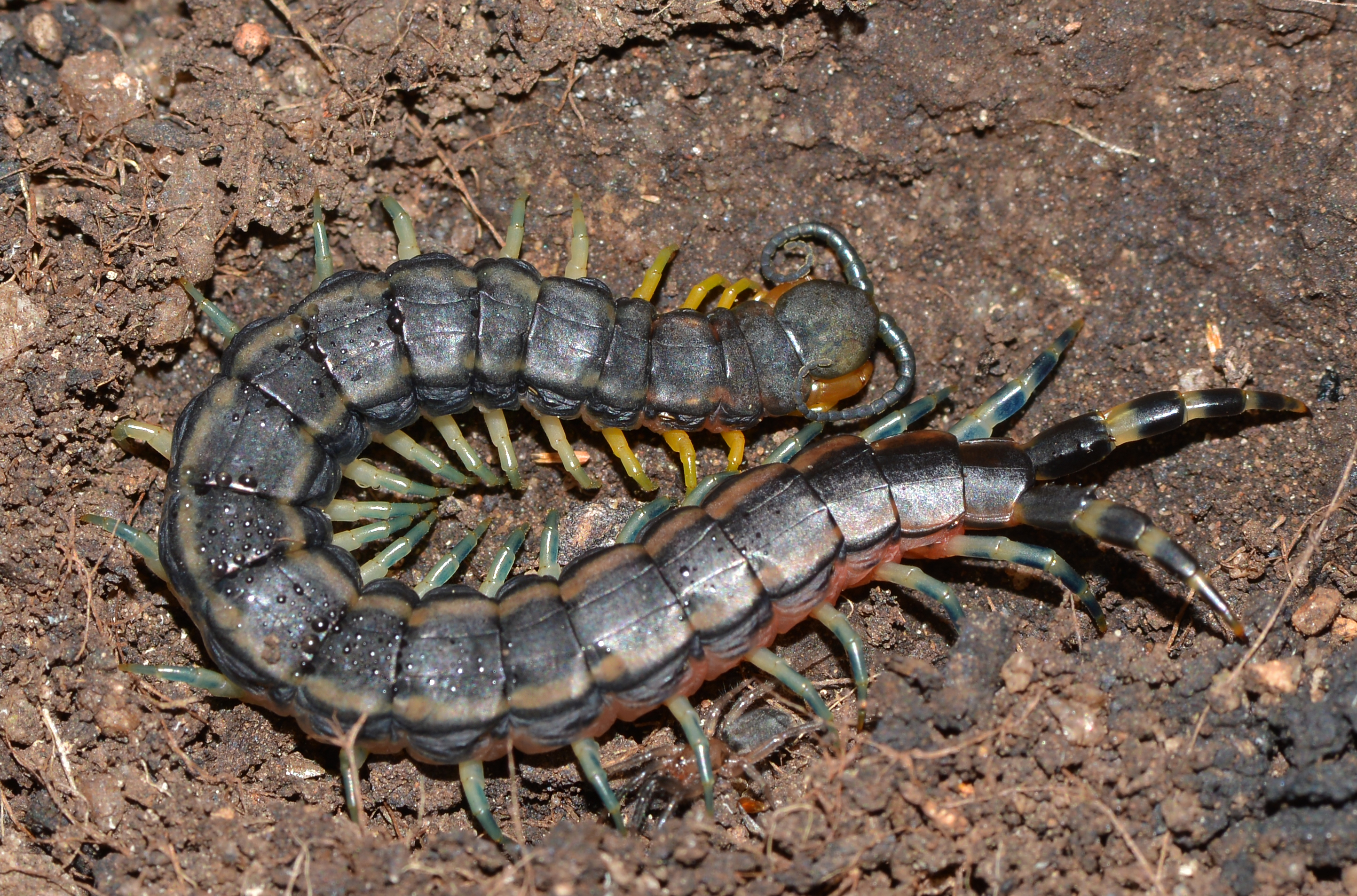
Alle Riesenläufer, etwa hier Scolopendra laeta, zeichnen sich durch einen langgezogenen und flexiblen Körperbau aus.

Riesenläufer können sind etwa 10 bis 300 Millimetern lang, Scolopendra galapagonensis auch länger. Im Muséum national d’histoire naturelle in Paris gibt es ein Exemplar  des Brasilianischen Riesenläufers (Scolopendra gigantea) von etwa 35 cm. Der grundsätzliche Körperbau der Riesenläufer entspricht dem anderer Hundertfüßer, wobei für sie die langgezogene und flache Erscheinung typisch ist. Gleichzeitig sind die Tiere durch ihren Körperbau sehr flexibel und überdies recht kräftig. Riesenläufer können verschiedene Farbgebungen, bestehend aus gelben, orangen, roten, grünen oder blauen Farbtönen, aufweisen. Zusätzlich werden viele Arten über dunklere Zeichenelemente charakterisiert.

### Äußere Merkmale

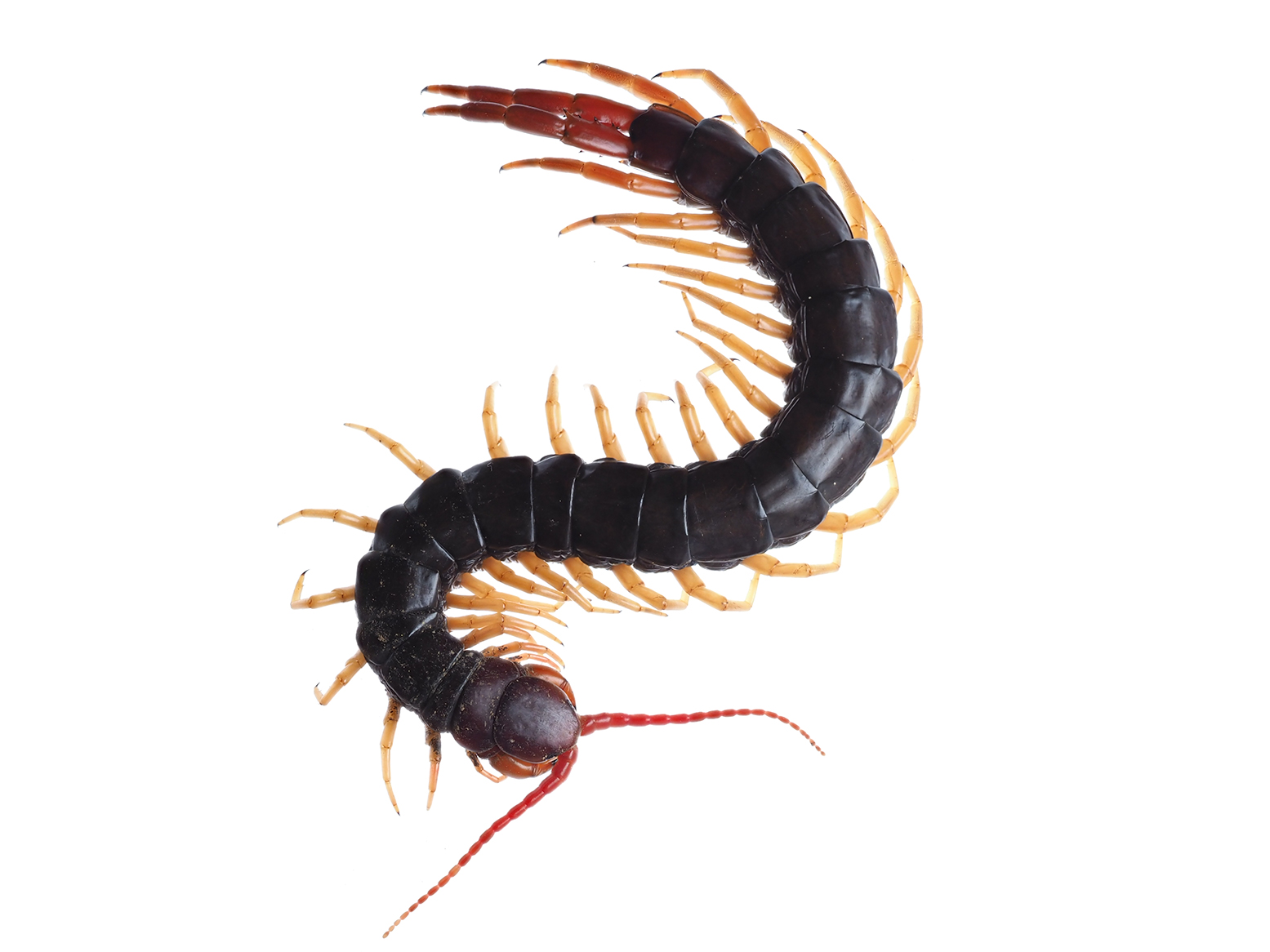
Dorsalansicht von Scolopendra multidens mit gut sichtbaren Segmentgliederungen

Die Arten der Riesenläufer haben insgesamt 21 bis 23 Körpersegmente und genauso viele Laufbeinpaare (Ausnahme: bei der Art Scolopendropsis duplicata aus Brasilien sind sie in etwa verdoppelt mit 39 bzw. 43 beintragenden Segmenten). Dabei besitzt jedes Segment wie für Hundertfüßer üblich jeweils ein Paar Laufbeine. Dorsal (oberhalb) sind die Segmente mit Tergiten (aus Chitin bestehende und sklerotisierte, bzw. verfestigte Platten) und ventral (unterhalb) mit Sterniten (Platten mit den gleichen Eigenschaften wie den Tergiten) geschützt. Sowohl die Sternite als auch die Tergite ähneln sich vom Aufbau her und sind miteinander durch eine elastische Membranhaut verbunden, während die Sternite jeweils noch die zusätzlich nachrückenden überlappen. Dadurch sind Riesenläufer sowohl dorsal als auch ventral gut gepanzert, was ihnen einen effektiven Schutz sowohl gegen Fressfeinde, wehrhafte Beutetiere als auch gegen grobes Terrain beim Graben oder beim Aufsuchen von Verstecken bietet.

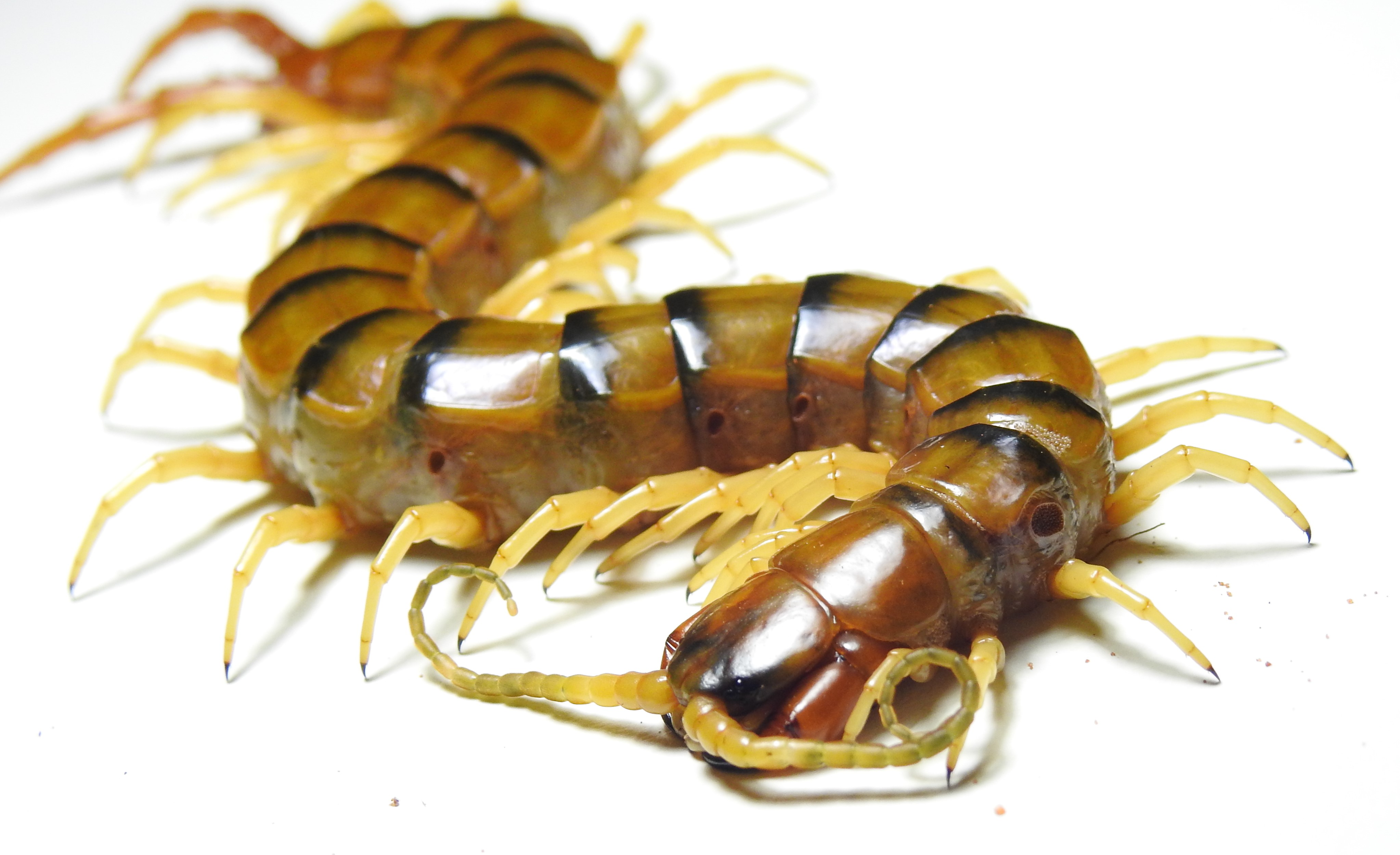
Ethmostigmus rubripes mit gut sichtbaren Tergiten und den bei dieser Art grubenartigen Stigmen

Die Tergite der Riesenläufer sind überwiegend homogen aufgebaut. Allerdings sind die der Segmente 2, 4, 6, 9, 11, 13, 15, 17 und 19 kürzer als die verbliebenen. Ein bei den Tergiten vieler Riesenläufer vorhandenes Merkmal sind die sog. Paramedianfurchen, bei denen es sich um zumeist mehr oder weniger deutlich berandete Längsfurchen handelt. Beim Fähnchenskolopender (Alipes grandidieri) etwa weisen die Tergite fünf bis neun dieser Furchen auf. Lateral (seitlich) werden die Tergite von der weichen sowie faltigen und sog. Pleuralhaut umgeben, aus der die Beine entspringen und die überdies die Stigmen (Atemöffnungen) der Riesenläufer besitzen. Bei den dieser Ordnung angehörigen Arten können die Stigmen entweder grubenförmig in die Pleuralhaut führen oder sie sind länglich gebaut, wobei sie dann durch eine dreizipflige Platte bedeckt sind. Die Eigenschaften der Stigmen kann bei der Identifizierung der Gattungen und Arten einzelner Riesenläufer helfen. Die Bodenflächen der Stigmen sind mit fransenartigen Gebilden versehen, die diese vor Fremdkörpern schützen. Die Stigmen befinden sich beim Großteil der Arten seitlich an den Segmenten 3, 5, 8, 10, 12, 14, 16, 18 und 20. Die Arten der Familie der Cryptopidae sowie der Unterfamilie der Otostigminae weisen zusätzlich ein Stigma am siebten Segment auf, während Riesenläufer mit 23 beintragenden Segmenten je ein weiteres am 22. Segment besitzen. Die Vertreter der Gattung Plutonium besitzen mit Ausnahme des letzten beintragenden an jedem Segment Stigmen. Die Pleuralhaut selber ist durch Sklerite geschützt, die überdies einer Verhinderung der Aussteifungen der Pleuralhaut dienen. Da die Sternite wie die Tergite aufgrund ihrer verhärteten Eigenschaft nicht dehnbar sind, ist die Dehnbarkeit der Pleuralhaut für Riesenläufer von großer Bedeutung.

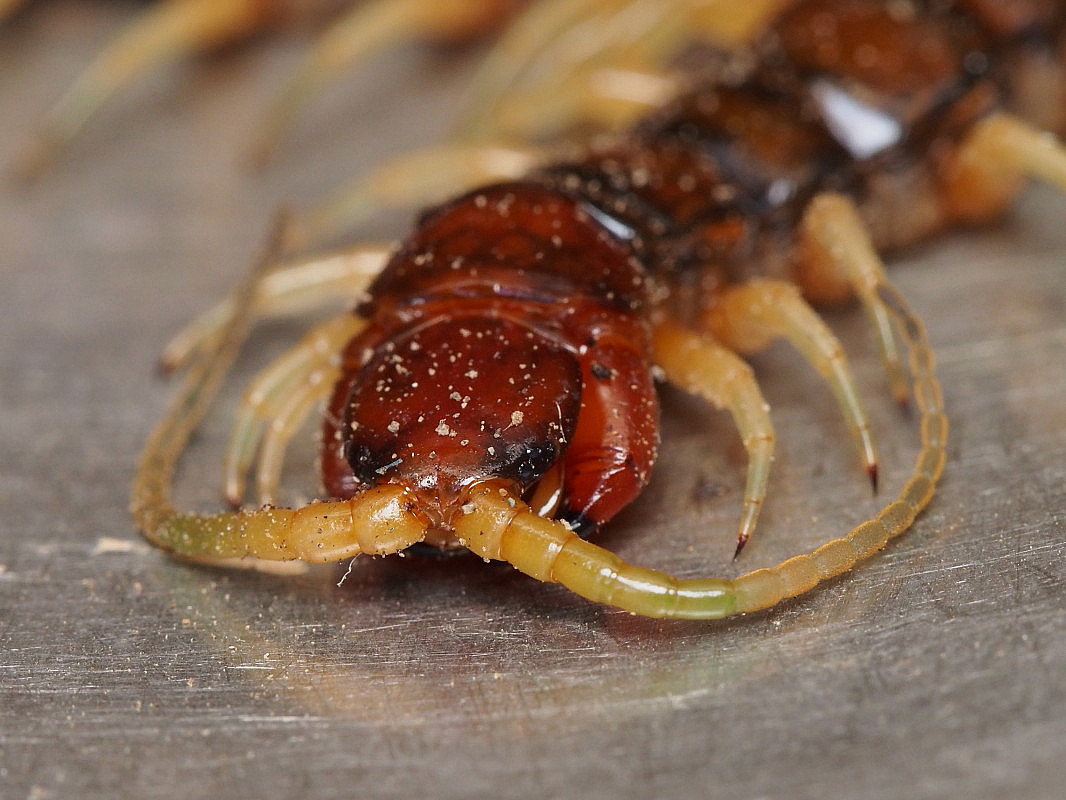
Kopfregion von Cormocephalus rubriceps mit gut erkennbaren Augen und den Fühlern

Der Kopf oder Caput besteht aus der dorsalen Kopfplatte, die bei den Riesenläufern abgerundet erscheint. Die Kopfplatte trägt wie bei anderen Hundertfüßern auch die Augen, die wie bei allen Vertretern dieser Klasse als Ocelli (Punktaugen) ausgebildet sind. Bei einigen Riesenläufern haben sich die Augen jedoch ganz zurückgebildet. Im Falle des Vorhandenseins der Ocelli beträgt deren Anzahl auf jeder Seite der Kopfplatte zumeist jeweils vier. Auf der Ventralseite der Kopfregion befinden sich u. a. ein als Clypeus bezeichneter Sklerit, der mit dem anterior (vorn) anschließenden Labrum zu einem Clypeolabrum verwachsen sein kann. Seitlich des Labrums bzw. Clypeolabrums können paralabiale Sklerite (manchmal Coclypeus genannt) ansitzen. Die Mundwerkzeuge zeigen den für die Hundertfüßer charakteristischen Bau aus rechtwinklig gebogenen Mandibeln und zwei Paaren von Maxillen (Mundwerkzeugen). Bei den Maxillen handelt es sich im engeren Sinn um umgewandelte Beinpaare, deren Basis sich an einer Hüftplatte befindet. Sie bestehen aus sog. Telopoditgliedern. Das zweite Maxillenpaar besteht aus drei Segmenten, von denen das letzte über ein bürstenartiges Gebilde verfügt, das etwa der Säuberung der Fühler dient. Die Fühler selber entspringen aus der Frontalfläche der Kopfplatte und bestehen aus folgend immer kleiner werdenden Gliedern, deren Anzahl bei den Riesenläufern abhängig von der Art 17 bis 34 betragen kann. Bei den Gliedern unterscheidet man zwischen den zumeist nicht mit Setae (chitinisierten Haaren) versehenen Basissegmenten und den immer mit Setae bedeckten Schlussgliedern. Bei einigen Arten der Riesenläufer, etwa beim Brasilianischen Riesenläufer, können die Fühler im umgelegten Zustand bis an das siebte Körpersegment reichen.

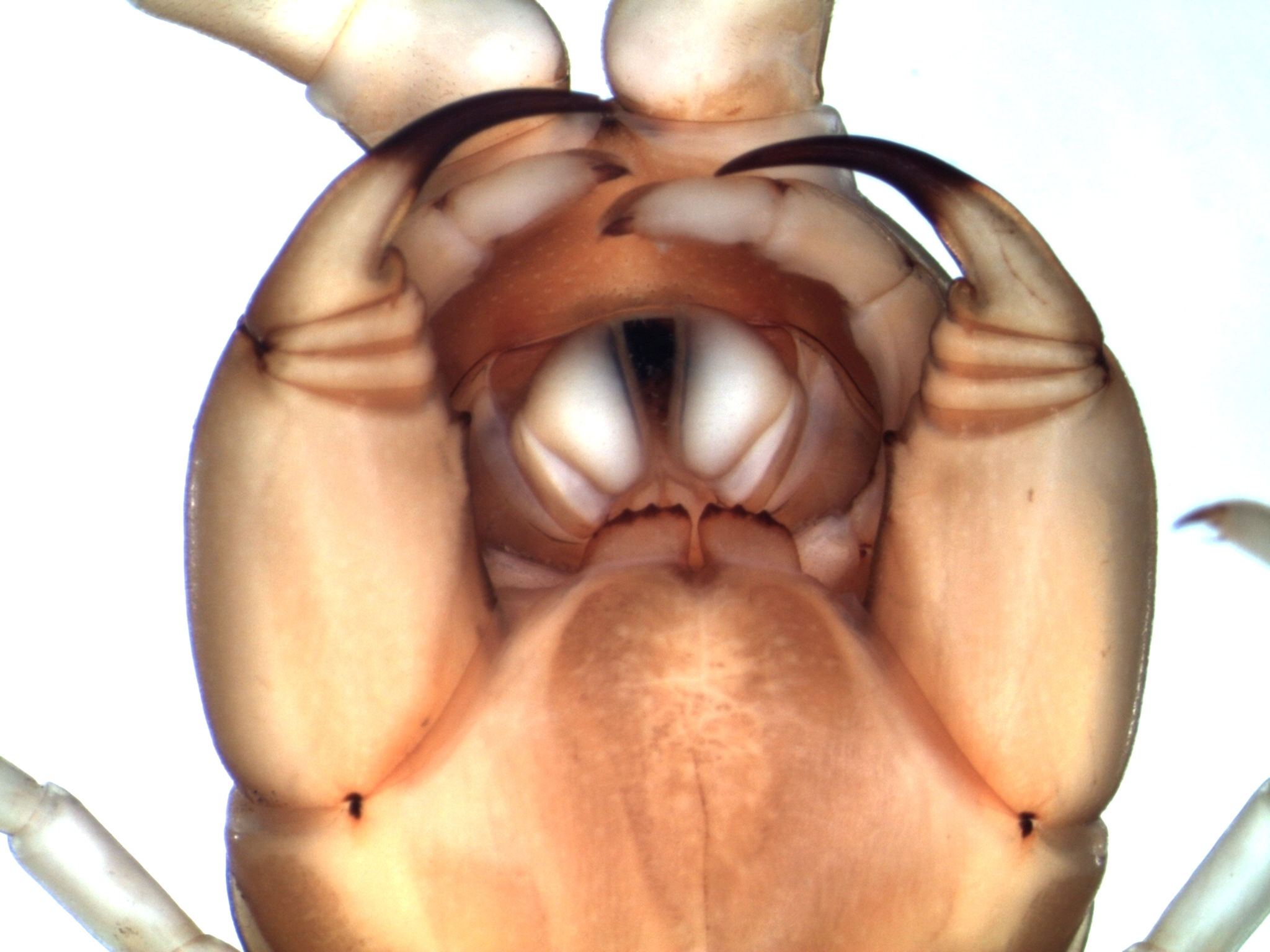
Ventrale Detailansicht der Kopfregion von Plutonium zwierleini mit gut sichtbaren Mandibeln, den Maxillen und den Maxillipeden.

Ein auch allen Hundertfüßern gemeinsames und demzufolge bei den Riesenläufern präsentes Merkmal sind die ebenfalls an der Kopfregion befindlichen Maxillipeden (zu Giftklauen umgewandeltes, erstes Beinpaar), die zum Kieferfußsegment zählen, bei dem es sich um ein sehr verkrümmtes Rumpfsegment handelt. Die Basis der Maxillipeden bildet jeweils das erste Telopoditglied, in dem auch die Giftdrüse enthalten ist. Darauf folgen zwei kürzere Zwischenglieder, die dann im sog. Tarsungulum mitsamt der Klaue enden. Durch die Maxillipeden ist das Tergit des Kieferfußsegments kaum erkennbar.

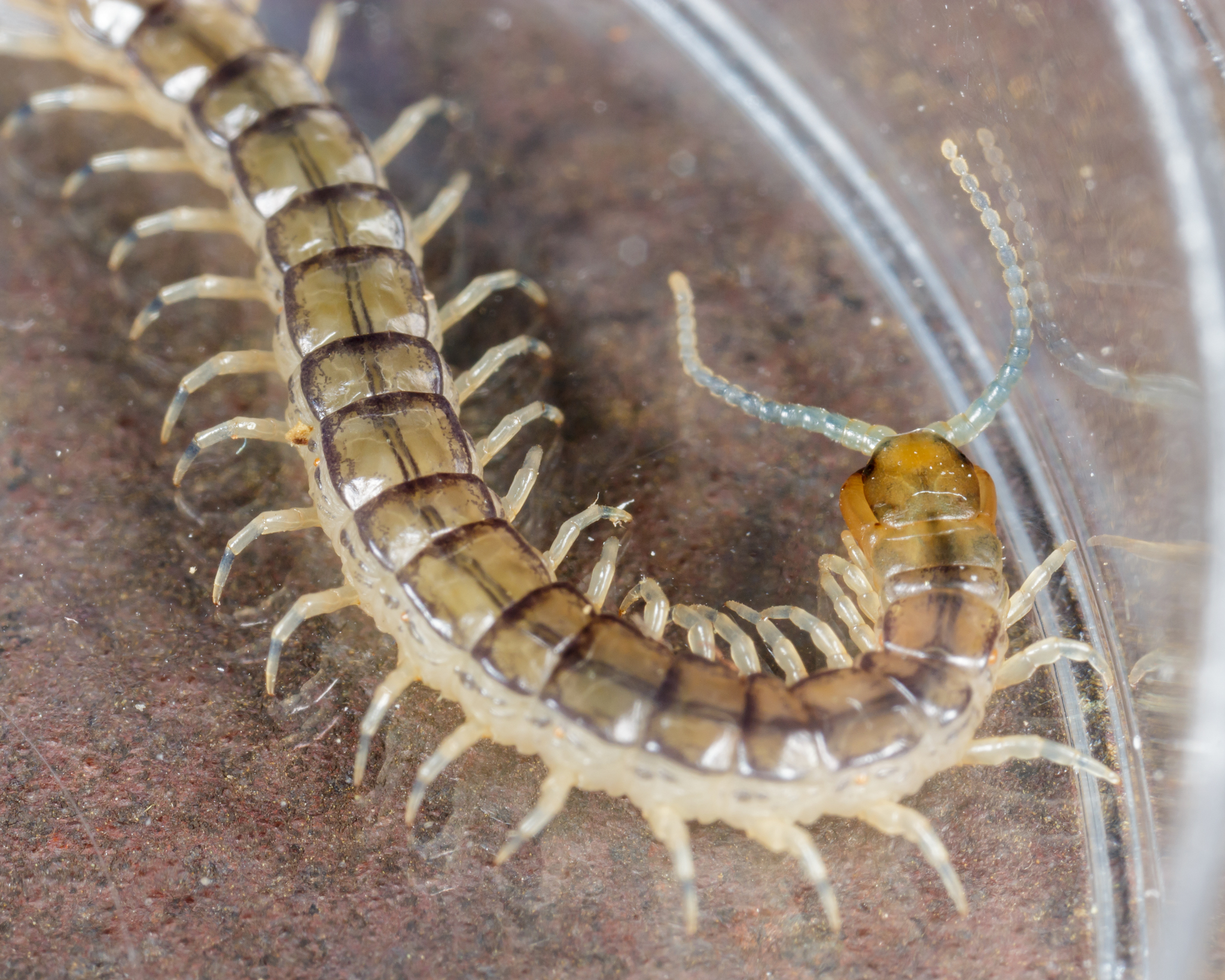
Rückansicht von Hemiscolopendra marginata mit gut erkennbaren Strukturen der Laufbeine

Die Laufbeine der Riesenläufer sind genauso mit denen der übrigen Hundertfüßer identisch aufgebaut und bestehen je aus den Trochanter (Schenkelring), den Prä- und den Femora (Schienen), den Tibien sowie den ein- bis zweigliedrigen Tarsen und den Klauen, bzw. den Prätarsen zusammen, während ihre Basis die Pro- und Coxae (Hüftglieder) bilden. Ein einzelner Prätarsus trägt im Regelfall zwei Sporne und auch die Tarsen verfügen über ein bis zwei dieser, wobei die Anzahl der Sporne hier je nach Art und Beinpaar variiert. Die Dorsalseite an den Enden der Prä- und der Femora können bei südamerikanischen Riesenläufern ebenfalls kleinere Dornen besitzen.

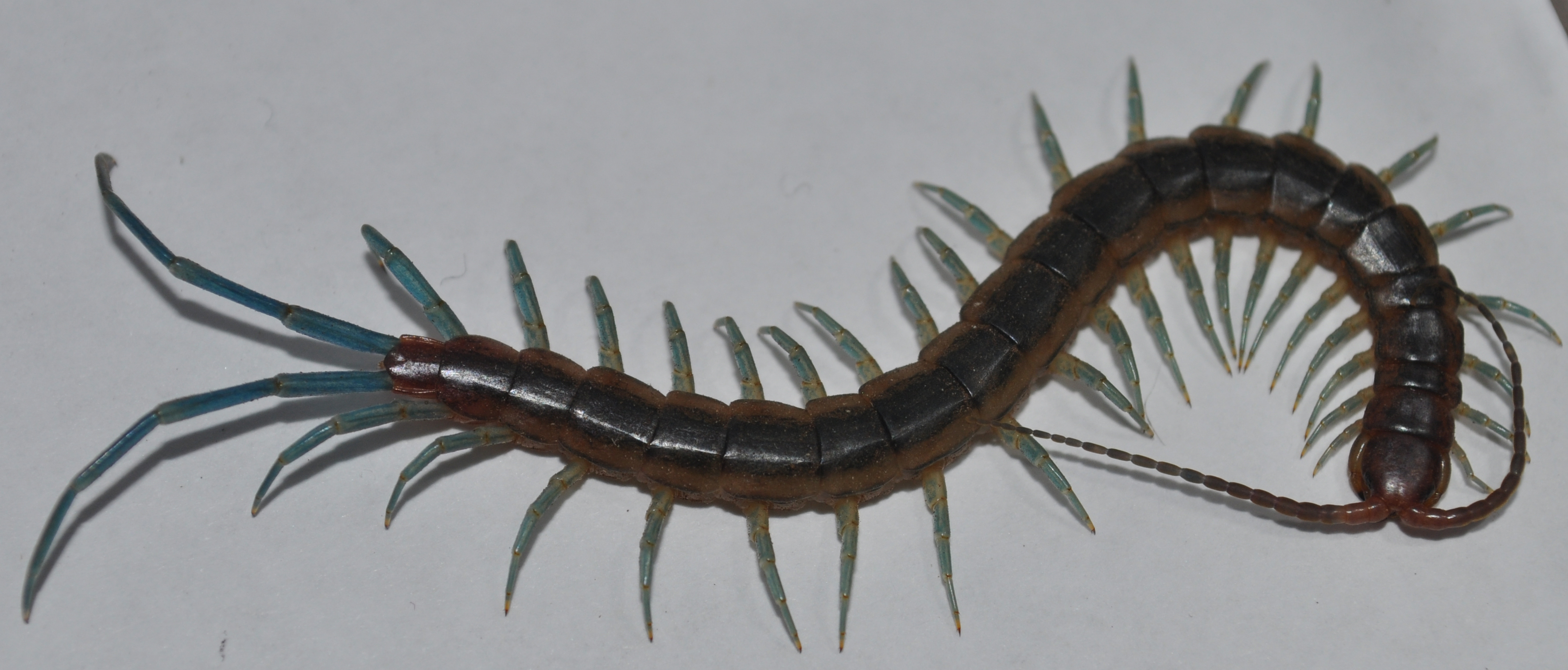
Ein Riesenläufer der Gattung Rysida mit für die Gattung typisch langen Endbeinen

Das letzte Glied der Riesenläufer divergiert wie das anderer Hundertfüßer sehr von den anderen durch dessen Pleuralhaut, die hier lediglich aus einem großen Sklerit gebildet wird, das mit dem Tergit des Segments verwachsen ist. Man spricht hierbei von dem Coxopleron, das wahrscheinlich aus den Pro- und Coxae besteht. Die Coxopleuren sind nicht selten mit nach hinten gerichteten Fortsätzen versehen, die wiederum mit Dornen und Spornen bedeckt sind. Hier sind auch für die Flüssigkeitsregulation des Tieres vorhandene Organe in Form von Öffnungen auf diesen Fortsätzen ausgebildet. Die Flüssigkeitsregulation geschieht durch das Aufnehmen von Flüssigkeit durch die Öffnungen. Die an dem Glied befindlichen und letzten Beine werden Schlepp- oder Endbeine genannt und dienen nicht der Fortbewegung, sondern erfüllen abhängig von der Art unterschiedliche Aufgaben. Dazu zählen tasten, fühlen und auch greifen. Bei dem Endbeinpaar sind die Trochanter reduziert und mit den Präfemora verwachsen, die wiederum durch eine artenspezifische Bestachelung charakterisiert sind. Femora, Tibien und zwei Tarsen mit je einer Endklaue sind dagegen bei den Endbeinen der Riesenläufer präsent. Die Funktion der Dornen und Sporne bei den Lauf- und bei den Endbeinen ist bis heute nicht bekannt.

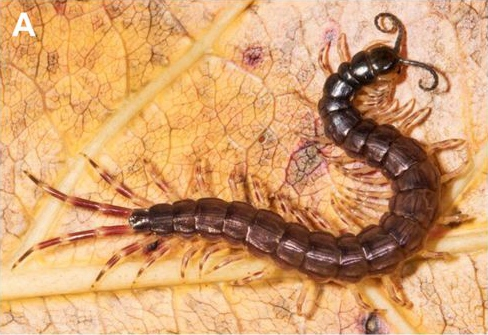
Ein Weibchen der Art Parotostigmus pococki, einem der wenigen Riesenläufer mit einem deutlichen Sexualdimorphismus. Vom Männchen der Art unterscheidet sich das Weibchen durch die fehlenden Keulen an den Endbeinen.

Die Analöffnungen und Genitalorgane befinden sich, wie bei anderen Hundertfüßern auch, unterhalb der Endbeine und hinter dem letzten Sternit. Letztere sind in einer Tasche im Endsegment verborgen und können bei Bedarf ausgestülpt werden. Die meisten Riesenläufer besitzen keinen erkennbaren Sexualdimorphismus (Unterschied der Geschlechter), was – wie die Lage der Genitalorgane – eine Geschlechterbestimmung erschwert. Eines der wenigen Beispiele mit einem derartigen Dimorphismus ist die zur Gattung Otostigmus zählende Untergattung Parotostigmus, bei deren Arten die Männchen an ihren Endbeinen über keulenartige Gebilde verfügen, die bei den Weibchen nicht vorhanden sind. Die jeweiligen Geschlechtsorgane bestehen bei männlichen Riesenläufern wie auch bei anderen Hundertfüßern aus dem zweiten Genitalsternit, den Spinngriffeln und den Gonopoden, die den weiblichen Tieren fehlen.

### Innere Anatomie
Wie der äußere Aufbau, so entspricht auch der innere der Riesenläufer weitestgehend dem anderer Hundertfüßer. Ein bei dieser Ordnung vorhandenes Merkmal ist ein lateral symmetrisches System von Tracheen. Dabei verbinden die Tracheen die Stigmen, wodurch diese als verzweigtes System alle Organe des Tiers erreichen. Einige Riesenläufer haben zusätzlich und dann mindestens zehn zentrale, große Gefäße, die in der Lage sind, Luft zu speichern. Diese Funktion kommt den Tieren in Bereichen zugute, wo die Atmung erschwert ist, wie es etwa im vergrabenen Zustand unter der Erde der Fall sein kann. Diese Eigenschaft zeigen insbesondere die xerophilen (trockenliebenden) oder im Mittelmeerraum vorkommenden Vertreter der Riesenläufer.
Auch die Sinnesorgane der Riesenläufer entsprechen überwiegend denen anderer der Klasse der Hundertfüßer angehöriger Ordnungen. Die bei fast allen Riesenläufern und nur bei wenigen (etwa Arten der Gattung Scolopocrytops) nicht vorhandenen Ocelli bestehen aus einer einfachen Linse und aus darunter liegenden Rezeptorzellen, denen auch eine Anpassung an die jeweiligen Lichtverhältnisse gegeben ist. Riesenläufer reagieren wie alle Hundertfüßer mit Ausnahme der Steinläufer (Lithobiomorpha) nicht auf Geräusche. Bei Vertretern letzterer Ordnung lässt sich diese Eigenschaft wohl durch das dort vorhandene und bei den Riesenläufern fehlende Tömösvárysche Organ erklären.
Der Darm der Riesenläufer ist von langgestreckter Gestalt und ist in drei Teile gegliedert. Er reicht von der Kopf- bis zur Analregion des Tieres.

## Verbreitung und Lebensräume

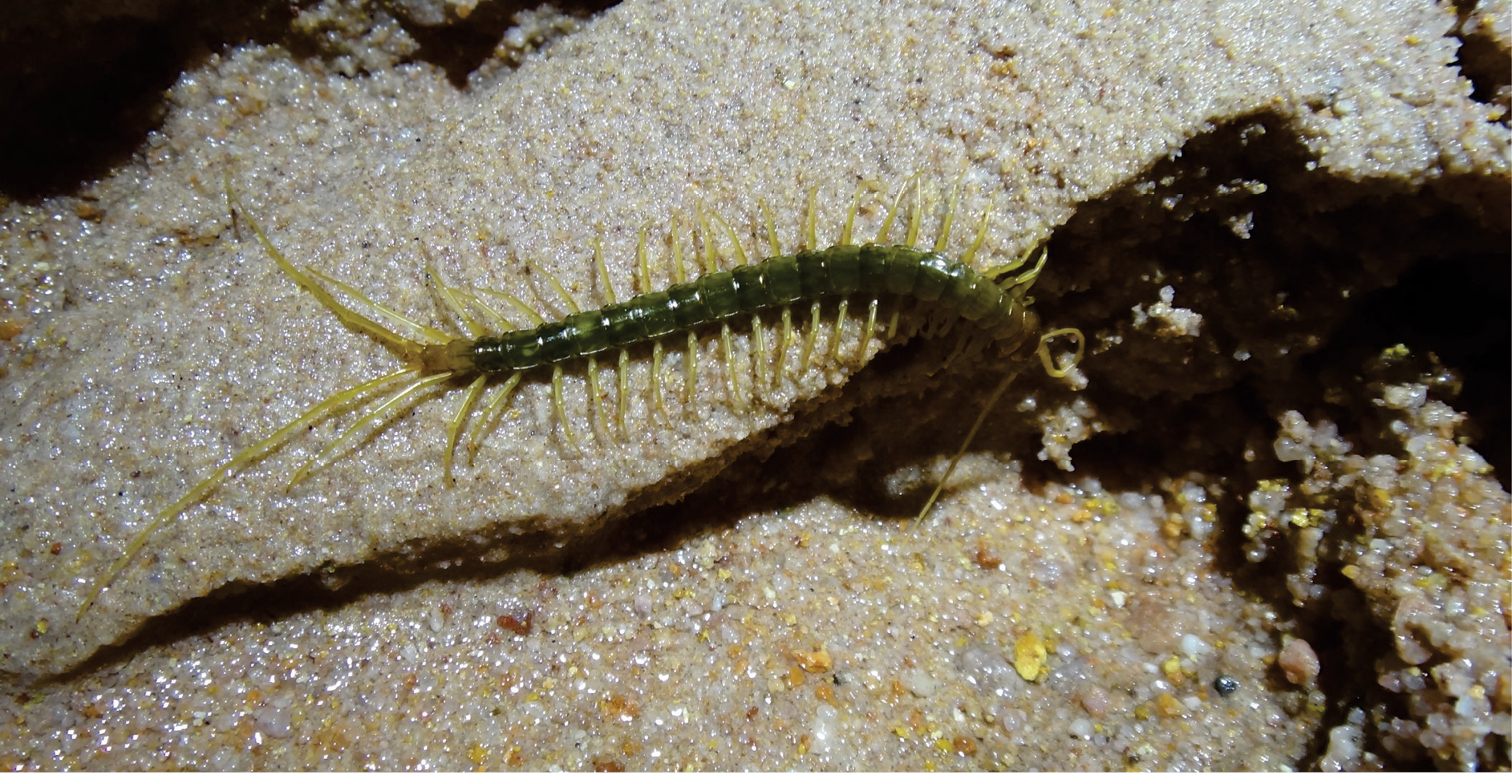
Ein Exemplar von Scolopocryptops troglocaudatus in Brasilien

Riesenläufer kommen auf allen Kontinenten vor, außer in deren arktischen Teilen und der Antarktis selbst, bevorzugt wie alle Hundertfüßer in wärmeren Klimazonen. Sie sind wie die Spinnenläufer (Scutigeromorpha) auch resistenter gegenüber trockenen Lebensräumen, was sie von den Erdläufern (Geophilomorpha) und Steinläufern (Lithobiomorpha) unterscheidet, die gemäßigte Klimazonen sowie deutlich höhere Luft- und Bodenfeuchtigkeiten bevorzugen. Die Riesenläufer kommen in der Erdschicht, unter Laub, Felsen oder Rinde und darüber hinaus in trockenem Grünland und Wäldern sowie in Wüstenregionen vor.

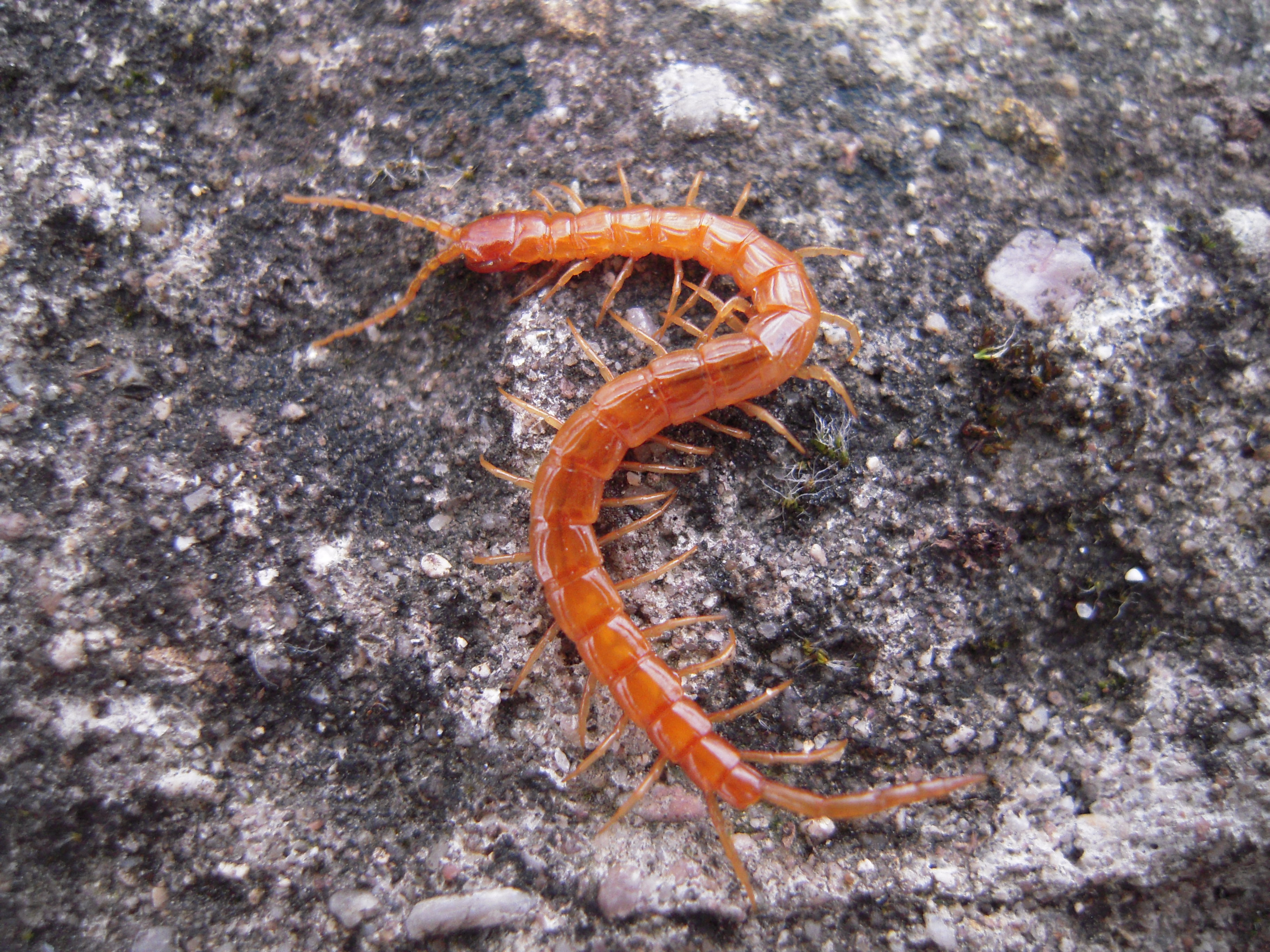
Der Gartenskolopender (Cryptops hortensis) ist auch in Mitteleuropa flächendeckend verbreitet.

In Mitteleuropa gelten nur vier Arten der Riesenläufer als etabliert, wovon drei der Gattung Cryptops zugehörig sind. Davon wiederum sind zwei der Gartenskolopender (C. hortensis) und C. parisi. Die dritte Art ist die in Deutschland und in England eingeführte Art C. anomalans. Darüber hinaus wurde 2011 bei der Gemeinde Solnhofen (Landkreis Weißenburg-Gunzenhausen in Mittelfranken) ein Exemplar der Art C. umbricus gefunden, das jedoch anfangs als Exemplar der Art C. anomalans fehlbestimmt wurde. Dies wurde bei einer Nachprüfung 2016 korrigiert und das Exemplar der richtigen Art zugeordnet. Darüber hinaus wurden in letzterem Jahr in Österreich ein Individuum von C. croaticus sowie weitere von drei nicht näher identifizierbaren Arten der Gattung Cryptops gefunden. Davon hat man von einer Art ein Exemplar in Slowenien, von der zweiten zwei Exemplare je im österreichischen Burgenland sowie im kroatischen Dorf Brestova und von der dritten eines in einer tropenbasierten Anlage des Zoos Leipzigs nachgewiesen. Im Mittelmeergebiet kommen überdies noch größere Arten der Gattung Scolopendra, darunter der hier weitverbreitete Europäische Riesenläufer (S. cingulata), hinzu, der mit einer maximalen Länge von etwa 100 Millimetern die größte in Europa vorkommende Art der Riesenläufer ist. Der Europäische Riesenläufer ist überdies, wenn auch selten, im südlichen Mitteleuropa vorfindbar, wo er etwa am Neusiedler See vorkommt. Die Arten der Gattung Cryptops zählen zu den kleineren Vertretern der Riesenläufer und werden wie andere in Mitteleuropa vorkommende Hundertfüßer mit Ausnahme des Europäischen Riesenläufers zumeist nicht länger als 35 bis 40 Millimeter. Ein weiterer in Südeuropa vorkommender und größerer Vertreter der Riesenläufer ist Plutonium zwierleini.

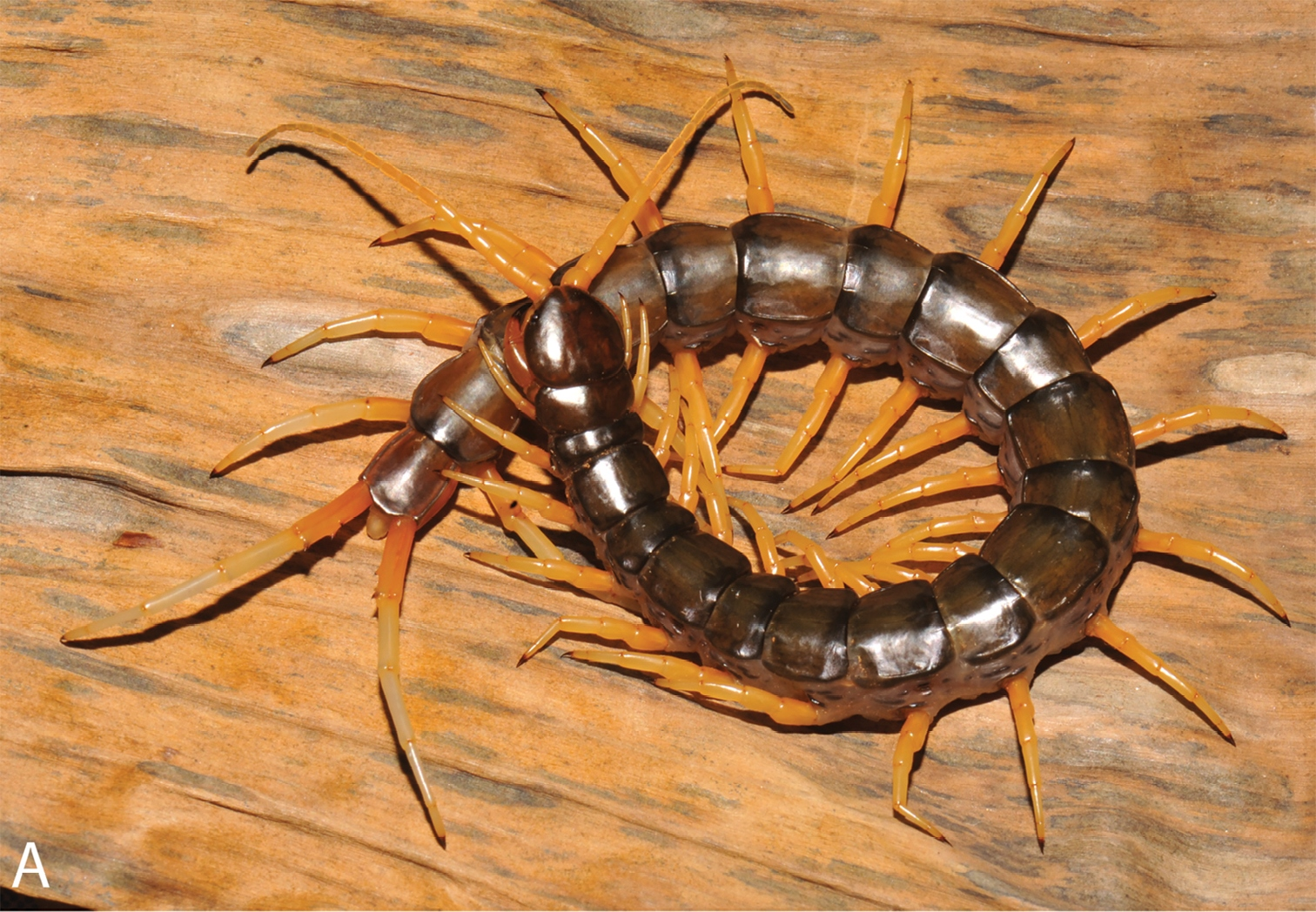
Auf Gehölz befindliches Exemplar von Scolopendra cataracta, gefunden beim Bolaven-Plateau in Laos.

In den Tropen und Subtropen fällt die Diversität bezüglich der Größe und der Färbung der dort vorkommenden Riesenläufer deutlich größer aus. Die größte Art Asiens etwa ist Scolopendra dehaani, der über 260 Millimeter lang werden kann.
Die größten Vertreter der Riesenläufer in Amerika und überdies die größten Riesenläufer überhaupt sind der Brasilianische Riesenläufer (Scolopendra gigantea) und Scolopendra galapagonensis. Der größte Riesenläufer Afrikas dürfte Ethmostigmus trigonopodus mit einer Körperlänge von meistens 160 bis 170 Millimeter sein, während diese Position in Australien von der nah verwandten und bis zu 200 Millimeter lang werdenden Art Ethmostigmus rubripes eingenommen wird.

## Lebensweise

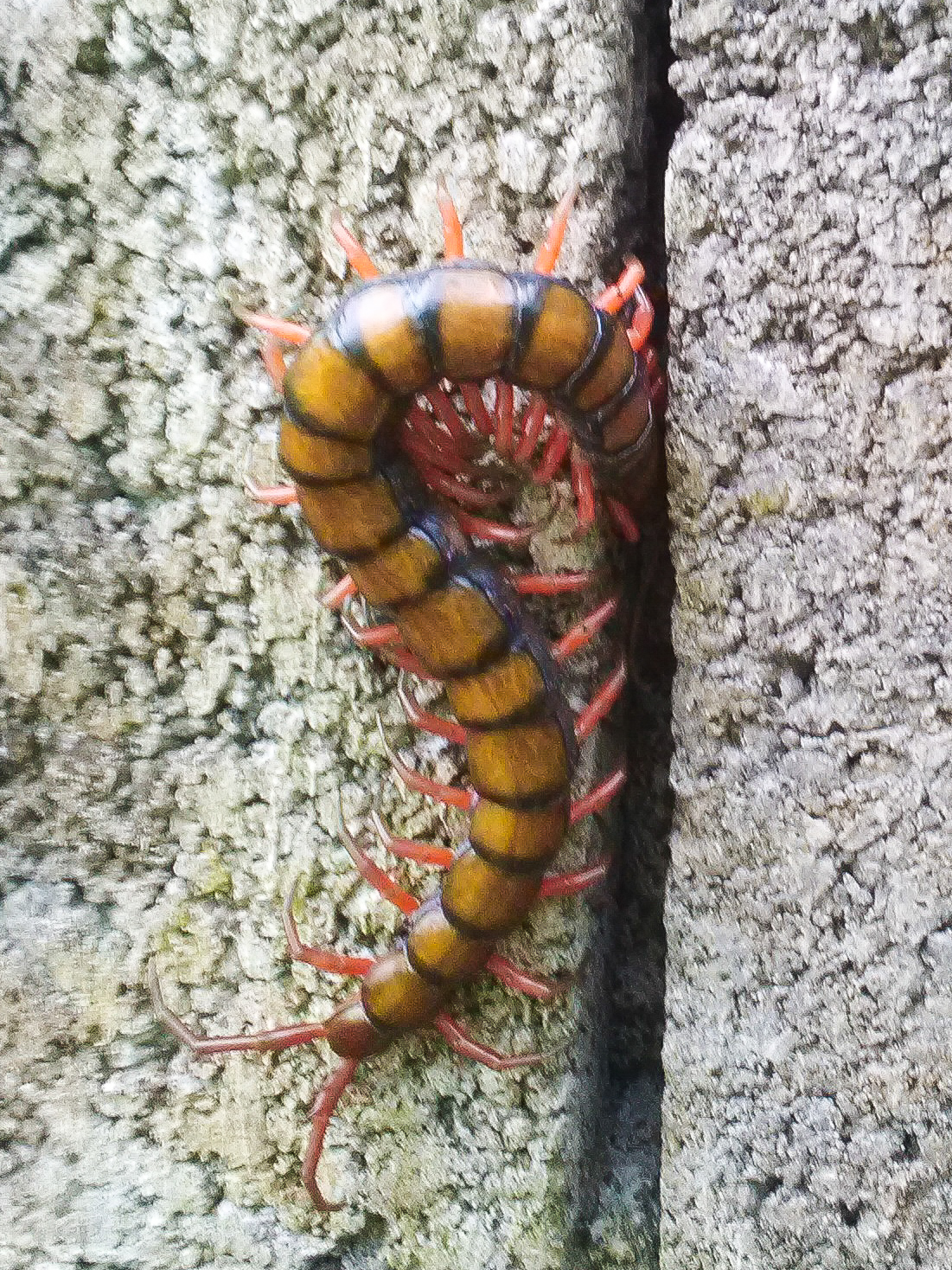
Ein Riesenläufer der Gattung Scolopendra im Begriff, sich zu verbergen.

Die Lebensweise der Riesenläufer ist wie die anderer Hundertfüßer wenig erforscht. Nach bisherigen Kenntnissen handelt es sich bei ihnen um überwiegend bodenbewohnende und nachtaktive Einzelgänger, die insbesondere am Tag zurückgezogen und versteckt leben. Als Rückzugsorte kommen dabei die Unterseite von Steinen und Wurzeln, feuchte und dunkle Laubschicht oder verlassene Tierbauten in Frage. Riesenläufer können sich auch Unterschlüpfe in Form von selbst gegrabenen Wohnröhren schaffen, die als weitverzweigte Höhlensysteme mit mehreren Ein- und Ausgängen sowie Kammern ausgestattet sind. Die Verliese werden von den Tieren für die Häutung, die Nahrungsaufnahme und bei den Weibchen zusätzlich für die Eiablage genutzt. Diese Lebensweise dient den Riesenläufern auch als Schutz vor Austrocknung und Prädatoren.
Bei einzelnen Arten der Riesenläufer sind unterschiedliche Verhaltensmerkmale festzustellen. Eine Besonderheit stellt die in den Regenwäldern Borneos lebende Art Arrhabdotus octosulcatus dar, die baumbewohnend ist und sich zumeist langsam fortbewegt. Dies lässt sich damit begründen, dass die Art über sehr kurze Beine verfügt und ihre Tergite jeweils sieben starke Längsrippen besitzen, die dem Körper eine außergewöhnliche Steifheit verleihen, wie sie ansonsten bei weiteren Klassen der Tausendfüßern abgesehen von Hundertfüßern vorhanden ist. Die ursprünglich lediglich in Südostasien verbreitete, aber in vielen Teilen der Welt eingeführte Art Scolopendra subspinipes kann sich problemlos auf der Wasseroberfläche fortbewegen, was der ebenfalls in Regenwäldern anzutreffenden Art bei den in ihrem natürlichen Verbreitungsgebiet vorkommenden und durch den Monsun ausgelösten Überschwemmungen zugutekommt.
Riesenläufer gelten aufgrund ihrer Lebensweise als ein signifikanter Bestandteil der Ökosysteme, in denen sie vorkommen, zumal die verschiedenen Arten bedingt durch ihr breites Spektrum an Habitaten viele ökologische Nischen einnehmen. Die Rolle der Riesenläufer in den Systemen ist heutzutage dennoch wenig erforscht.

### Jagdverhalten und Beutespektrum
Wie alle Hundertfüßer, so ernähren sich auch Riesenläufer ausschließlich räuberisch und jagen entsprechend ihrer Aktivitätszeit vorwiegend nachts. Das Jagdverhalten entspricht dem anderer Hundertfüßer, womit auch Riesenläufer sowohl eine aktive als auch eine passive Jagdmethode besitzen. Bei der aktiven streunen die Riesenläufer ausdauernd umher und nutzen ihre Fühler, um das Umfeld abzutasten. Größere Vertreter können außerdem das vordere Drittel des eigenen Körpers aufrichten, um eine größere Suchfläche zu erhalten. Diese Jagdstrategie wird insbesondere dann angewandt, wenn die Anzahl an potentiellen Beutetieren im Umfeld des Riesenläufers kleiner ausfällt und diesen somit zur aktiven Jagd animiert.

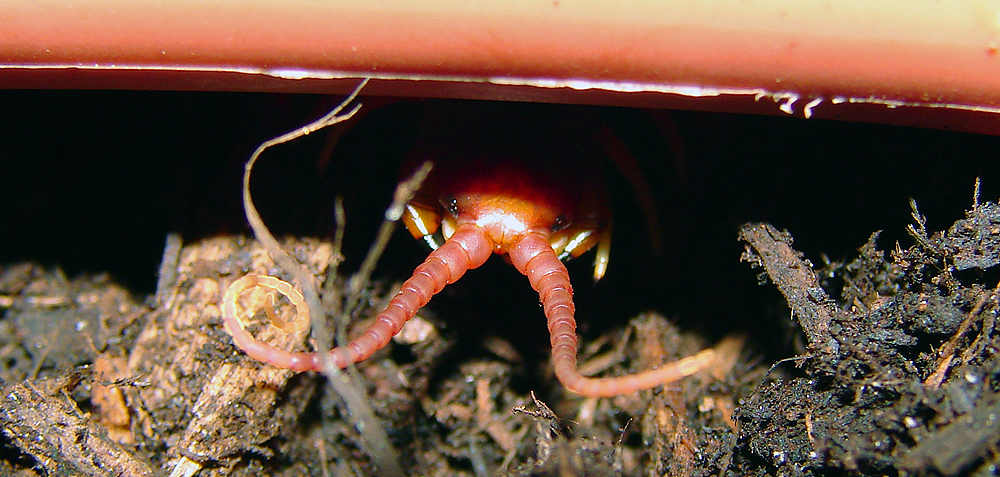
Auf Beute lauerndes und überwiegend verborgenes Exemplar von Scolopendra polymorpha

Im Gegensatz zur aktiven Jagdmethode verbleiben die Riesenläufer bei der passiven, die bei einem niedrigeren Bedarf an Beutetieren angewandt wird, an einem Ort und gehen somit zu einer Lauerjagd über. Dabei verweilt der Jäger stundenlang verborgen und lediglich die exponierten Fühler, die dem Registrieren von Beutetieren dienen, schauen hervor. Gelangt ein solches in Reichweite des Riesenläufers, schnellt dieser aus seinem Versteck hervor und überfällt das Beutetier blitzartig. Unabhängig von der Jagdmethode umschließt der Riesenläufer Beuteobjekte mithilfe seiner Beine und injiziert diesen durch seine Maxillipeden einen Giftbiss, wodurch das Beutetier wehr- und fluchtunfähig wird. Forschungen haben bestätigt, dass Riesenläufer beim Zugriff versuchen, das Beutetier gezielt an der Kopfregion zu packen. Das Beutetier wird dann mittels der Mundwerkzeuge und der Maxillipeden zerkleinert, ehe es zum Mund geführt wird.

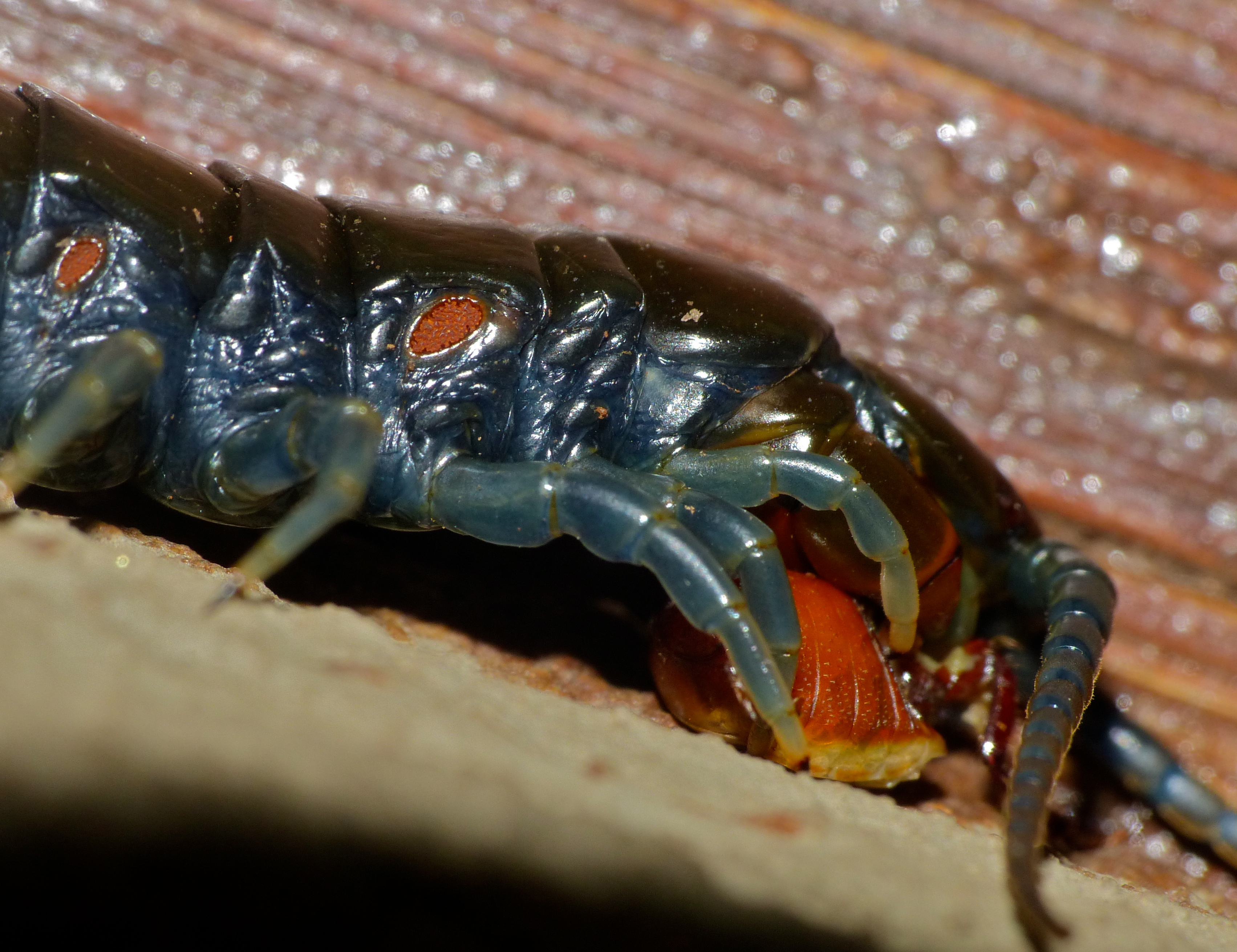
Ein Exemplar von Ethmostigmus trigonopodus beim Verzehr eines Beutetieres

Das Beutespektrum der Riesenläufer besteht überwiegend aus anderen Wirbellosen, darunter Insekten und deren Larven sowie Spinnen und Würmern. Größeren Vertretern ist auch das Erlegen kleinerer Wirbeltiere möglich. Dazu zählen dann Frösche (auch größere, wie Kröten), Eidechsen, Vögel und Mäuse. Vom Brasilianischen Riesenläufer (Scolopendra gigantea) existieren außerdem Sichtungen aus Venezuela, die belegen, dass die Art dazu imstande ist, Fledermäusen aufzulauern und diese dann beim Vorbeiflug zu ergreifen. Sollte sich Aas vorfinden, nehmen Hundertfüßer auch solches zu sich.

### Feinde, Krankheiten und Abwehrverhalten

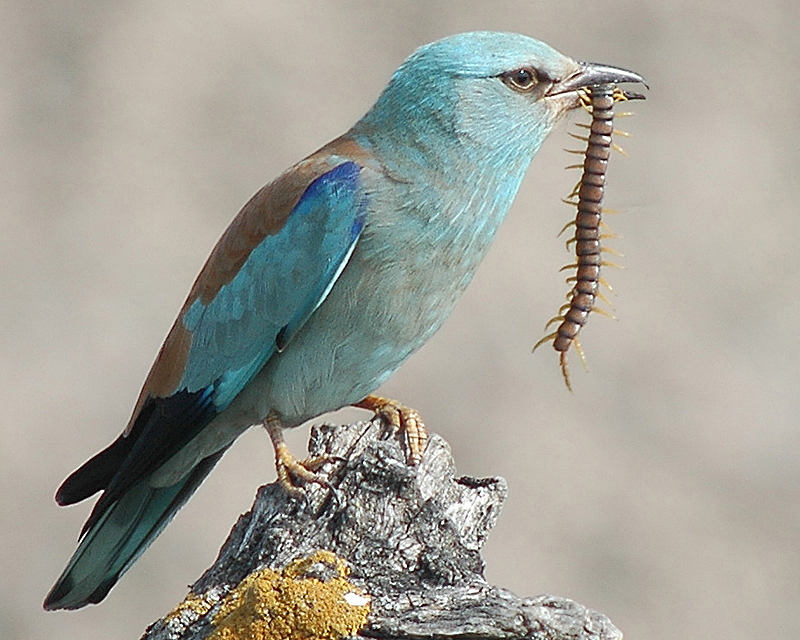
Europäischer Riesenläufer (Scolopendra cingulata) als Beute einer Blauracke (Coracias garrulus)

In freier Natur sind Riesenläufer trotz ihrer Wehrhaftigkeit einer Vielzahl von Prädatoren ausgesetzt. Unter diesen spielen besonders Wirbeltiere, wie Vögel, Reptilien und einige Säugetiere, etwa Füchse, eine große Rolle. Auch größere Gliederfüßer mit einer den Riesenläufern ähnlichen Lebensweise, etwa einige Skorpione oder Vogelspinnen, treten als Antagonisten dieser in Erscheinung.

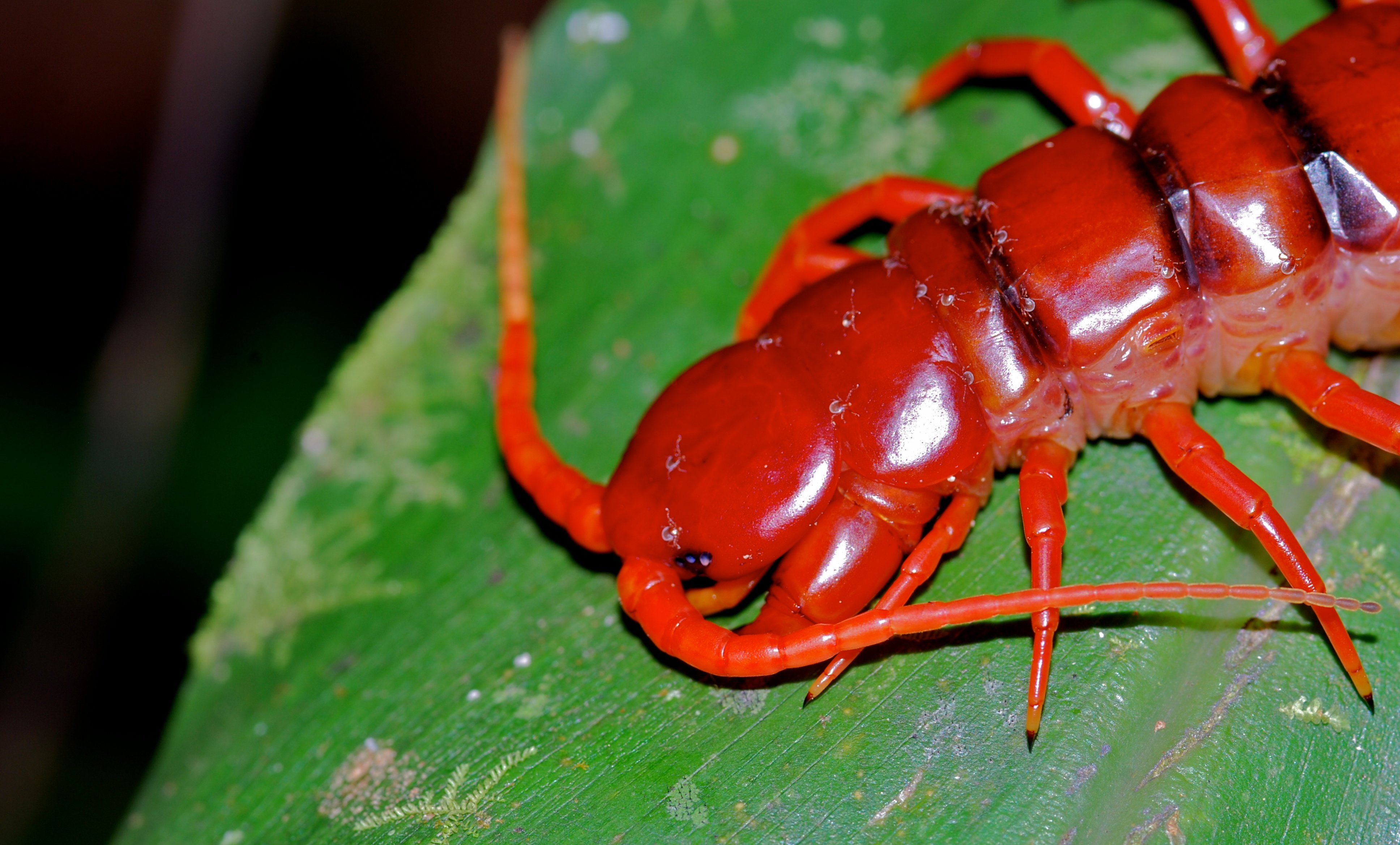
Von Milben befallenes Exemplar von Scolopendra subspinipes

Eine weitere Gefahr für Riesenläufer geht von Parasiten, wie Milben, aus, die sich beim Befall im vorderen Drittel des Kopfes einschließlich der Fühler und der Mundwerkzeuge, manchmal jedoch auch an den vorderen Tergiten aufhalten. Auch einige Endoparasiten, darunter Kokzidien und Gregarinen, befallen Riesenläufer. Vertreter beider Gruppen leben dann im Darm des Wirts und können diesen bei sehr großer Anzahl verschließen, was dann im Tod des Riesenläufers resultiert. Zu den bei Riesenläufern vorkommenden Endoparasiten kommen überdies Fadenwürmer und Egel hinzu. Ferner können Riesenläufer Mykosen (Pilzbefällen) erliegen, bei dem der Körper des befallenen Riesenläufers zunehmend abstirbt.

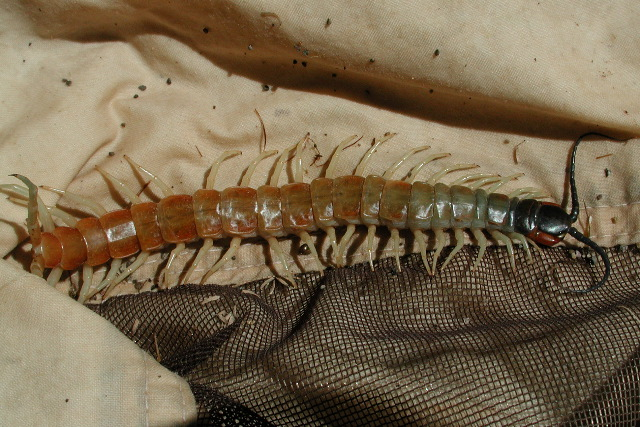
Mit aufgerichteten Endbeinen drohender Riesenläufer

Gegen Fressfeinde haben verschiedene Arten der Riesenläufer abgesehen von einer Flucht vor oder Abwehrbissen gegen diese unterschiedliche Abwehrstrategien entwickelt, von denen weitere Basisvarianten auf das jeweilige Habitat angepasste Tarn- oder auf die Giftigkeit hinweisende Warnfarben an den Körpern der Tiere sind. Dazu zählen insbesondere mittels verschiedener Drüsen, etwa der Coxadrüsen, abgegebene Wehrsekrete, die die Tiere sowohl vor Bakterien und Pilzen als auch vor Prädatoren schützen. Riesenläufer können eine Abwehrbereitschaft dadurch ankündigen, indem sie ihre oftmals mit Dornen versehenen Endbeine drohend anheben.

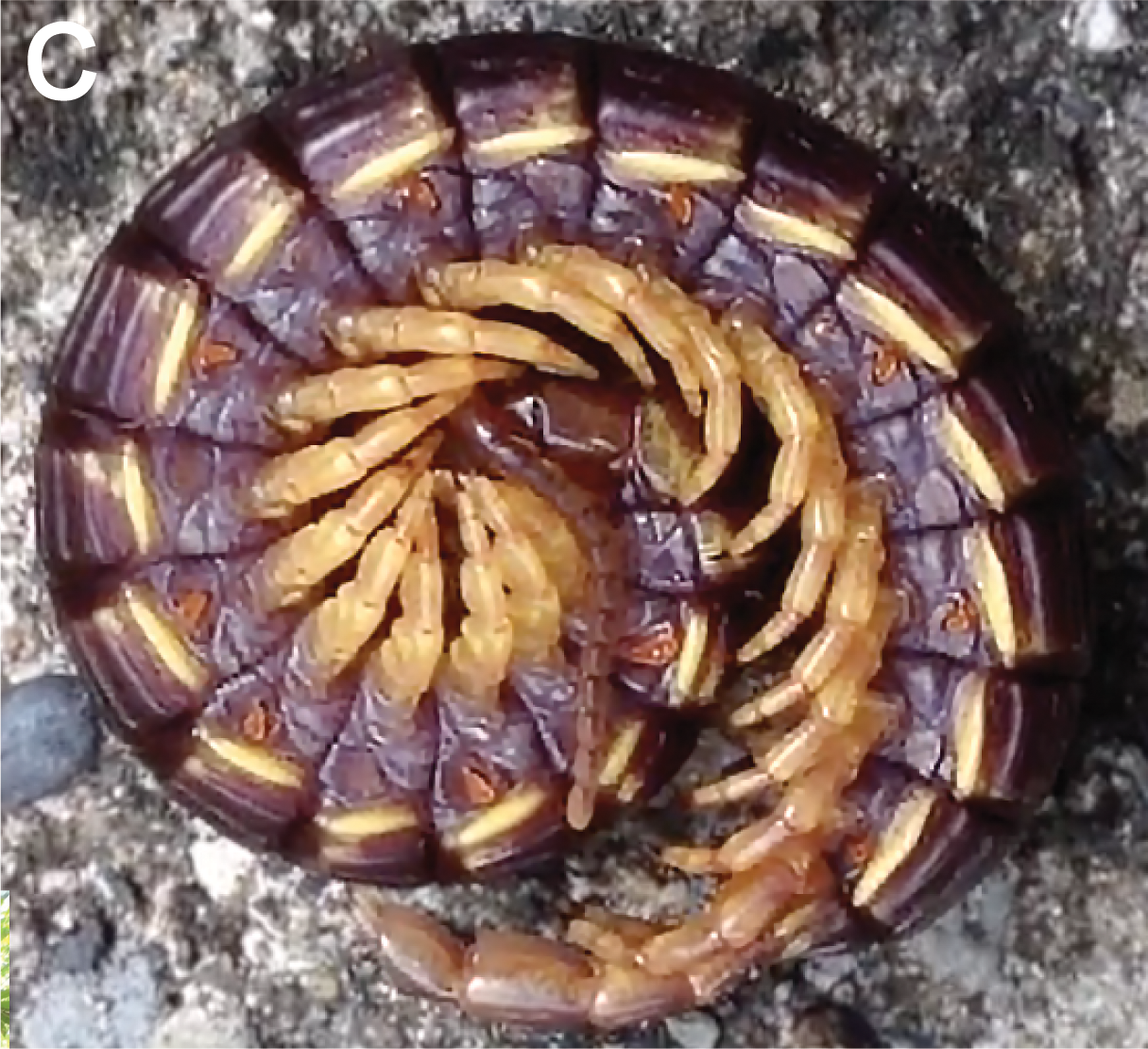
Zusammengerolltes Exemplar von Edentistoma octosulcatum

Die Arten der Gattung der Fähnchenhundertfüßer (Alipes) besitzen außerdem blattartig geformte Endglieder an den Endbeinen, die über Stridulationsorgane verfügen. Mithilfe dieser können die Arten deutlich vernehmbare Zischlaute von sich geben. Zusätzlich können die Fähnchenhundertfüßer genau wie die Arten der Gattung Rysida ihre Endbeine abwerfen, die nach Abwurf für einige Minuten rhythmisch zucken, was dem Riesenläufer durch die Irritation des Prädators die Gelegenheit zur Flucht verschafft. Abgeworfene Endbeine der Fähnchenhundertfüßer geben dazu noch eigenständig Zischlaute wieder. Wieder andere Riesenläufer, etwa die Vertreter der Gattung Otostigmus, winden sich bei möglicher Gefahr wie eine Schlange und schnellen bei diesen Bewegungen sprungartig in die Höhe. Dies erschwert einem potentiellen Fressfeind das Ergreifen und insbesondere das Festhalten des Tieres.

### Lebenszyklus

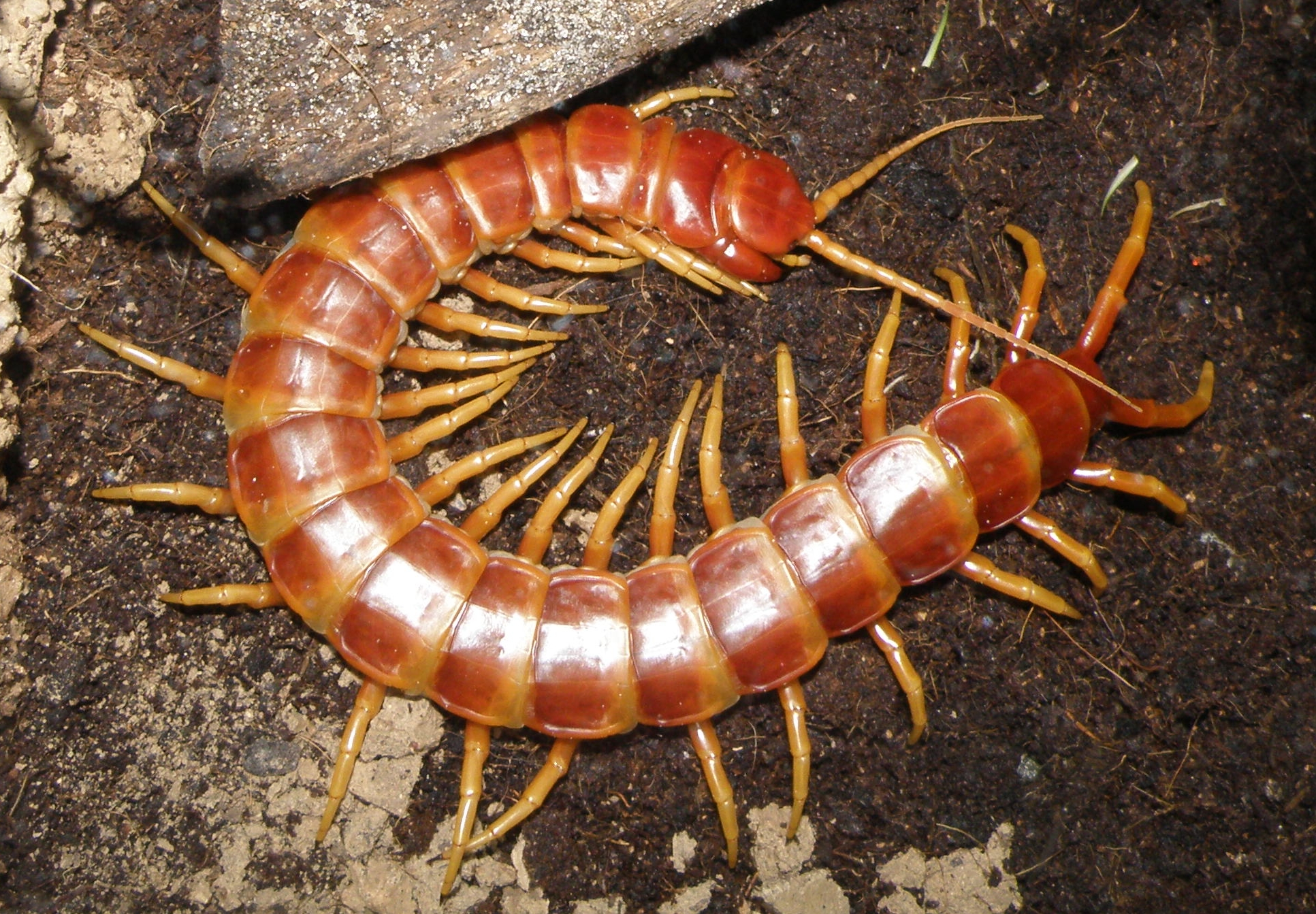
Bei Riesenläufern, die in feuchteren Gebieten leben, wie Scolopendra spinipriva, nimmt der Lebenszyklus mehr Zeit in Anspruch.

Der Lebenszyklus der Riesenläufer entspricht ebenfalls weitestgehend denen anderer Hundertfüßer und gliedert sich demzufolge in mehrere Phasen. Wie die Erdläufer (Geophilomorpha) besitzen die Riesenläufer beim Schlupf bereits alle Segmente, was sie von den Hundertfüßern der Ordnungen der Craterostigmomorpha, der Steinläufer (Lithobiomorpha) und der Spinnenläufer (Scutigeromorpha) unterscheidet, deren Vertreter mit einer geringeren Anzahl an Segmenten schlüpfen und während ihrer Häutungen bis zum vollständigen Tier jeweils neue Segmente erhalten.
Die Dauer des Lebenszyklus hängt bei den Riesenläufern von der geographischen Verbreitung ab. Bei wüstenbewohnenden Arten ist er aufgrund der dortigen lebensfeindlicheren Umstände deutlich schneller abgeschlossen.

#### Paarung und Spermienübertragung

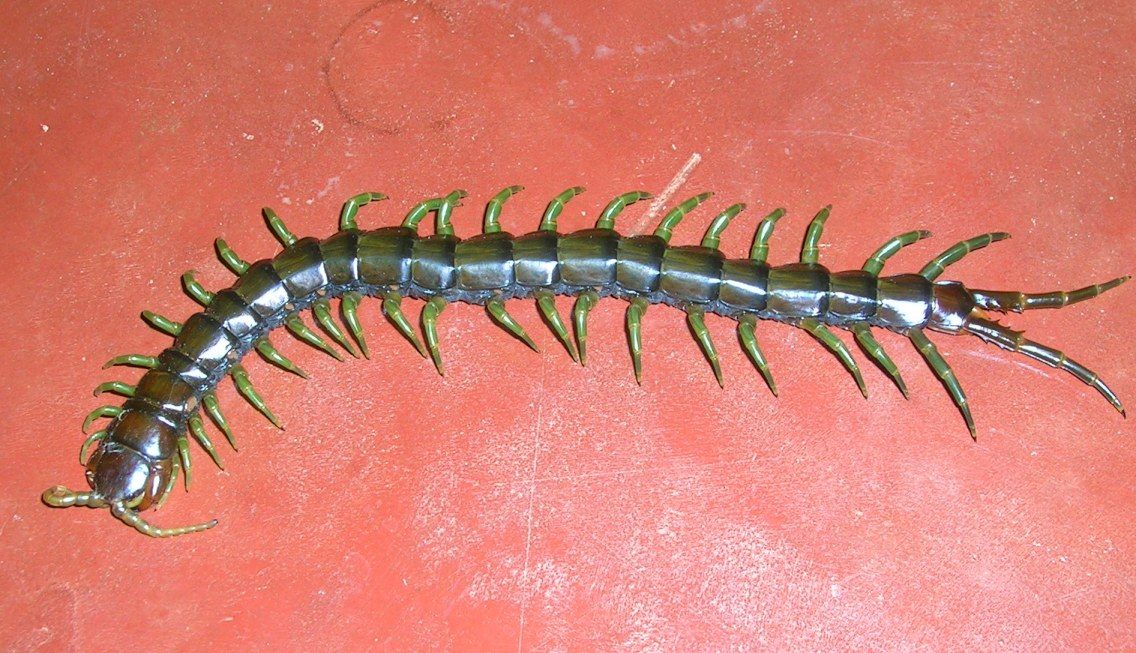
Die Männchen einiger Riesenläufer, wie die der Gattung Ethmostigmus, können Spermatophoren auch direkt zum Weibchen übertragen.

Die Paarung der Riesenläufer verläuft bei den meisten Arten gleich und kann bis zu 14 Stunden andauern. Sie beginnt mit der Kontaktaufnahme, bei der beide Geschlechtspartner einen Kreis bilden und mithilfe ihrer Fühler jeweils die Endbeine des Partners betrillern. Das Betrillern dient dabei als Auslöser für das Paarungsritual, das dann jedoch völlig starr verläuft, weshalb vermutet wird, dass dieser Vorgang auf einem Reiz beruht, der die Paarungswilligkeit überprüft sowie alle weiteren für die Paarung notwendigen Prozesse einleitet. Bei einigen Arten, wie dem Brasilianischen Riesenläufer (Scolopendra galapagonensis), verhaken sich Männchen und Weibchen mithilfe ihrer Endbeine nach dem Betrillern und verbleiben in dieser Position für wenige Minuten oder auch Stunden. Wieder bei anderen Riesenläufern kommt es zu einer Imponierung seitens des Männchens, bei dem es die hinteren Segmente des Weibchens anhebt und es unterkriecht, bis der Kopf des Weibchens mit den Endbeinen des Männchens in Berührung kommt.
Nun legt das Männchen ein Spermanetz mithilfe seiner Spinngriffel an, das entweder in einem Unterschlupf, der sich zwischen Laub, unter Steinen usw. befinden kann, oder einem unterirdischen Gang gefertigt wird. Das Netz besteht aus mehreren Fäden, die in alle Richtungen ausgelegt sind. Währenddessen behält das Männchen die Verbindung zum Weibchen bei, dies häufig über Fühlerkontakt. Unmittelbar nach Abschluss der Anfertigung des Spermanetzes legt das Männchen seine Spermatophore (Spermienhaufen) ab. Bei diesen handelt es sich um eine zähe, weiße Masse.
Anschließend verlässt das Männchen langsam den Unterschlupf und leitet das noch immer im Kontakt mit dem Männchen stehende Weibchen mit dem Hinterende voraus zu den Spermatophore. Sobald das Weibchen mit dem Spermanetz in Berührung gerät, stülpt es seine Genitalorgane hervor und heftet die Spermatophoren an. Die nun an den Genitalöffnungen des Weibchens befindlichen Spermien können nun in dessen Körper eindringen und es befruchten. Bei einigen Arten, etwa denen der Gattung Ethmostigmus, können die Männchen die Spermatophore mittels Vereinigung auch direkt dem Weibchen übertragen. Ein Überrest der Spermatophoren bleibt dabei häufig an den Genitalöffnungen unter dem letzten Sternit des Weibchens bestehen und wird von diesem aufgefressen. Ein Verzehr der gesamten Spermien seitens des Weibchens wird durch das Männchen mit einem auch noch weiterhin über mehrere Stunden beibehaltenen Fühlerkontakt zum Weibchen verhindert.

#### Eiablage und Inkubation

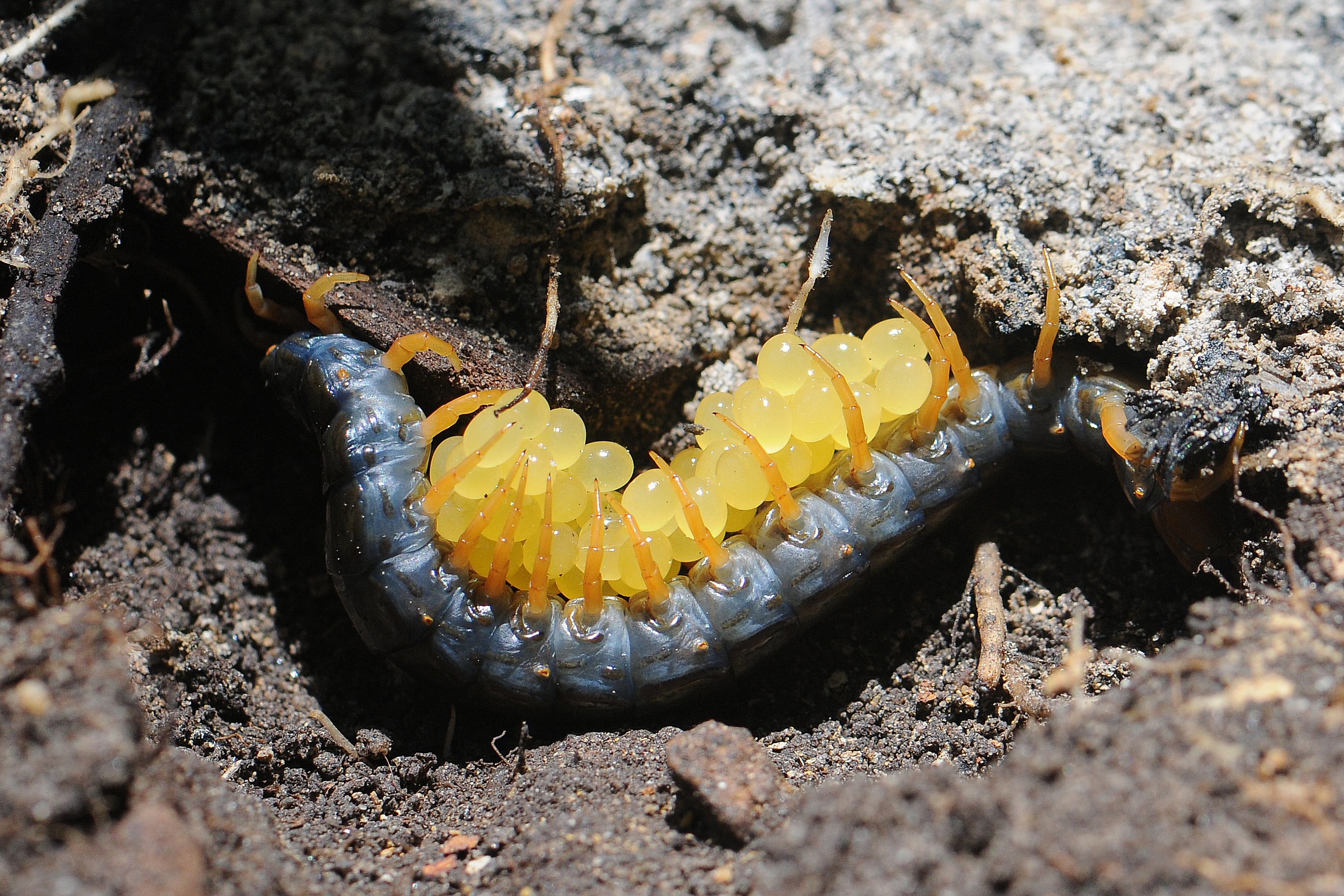
Ein Weibchen von Cormocephalus aurantipes bewacht sein Eigelege.

Ein befruchtetes Weibchen kann bei allen Riesenläufern das übertragene Sperma sehr lange speichern. Die Dauer zur Eiablage wird durch Faktoren wie Gesundheitszustand, Nahrungsangebot und Witterungen beeinflusst. Für die Ablage der Eier zieht sich das Weibchen dann in eine selbst angelegte und unterirdische oder unter Steinen, Wurzeln o. Ä. befindliche Brutkammer zurück. Diese Kammer ist zumeist etwa sieben bis zehn Zentimeter tief.
Die Eier selber werden in Form einer ovalen Anhäufung abgelegt, die durch ein vom Weibchen abgegebenes und gallertartiges Sekret zusammengehalten wird. Die Eigelege der Riesenläufer können zwischen neun und 66 Eier beinhalten. Die Eier werden vom Weibchen bewacht, indem es diese mit einigen der Beine festhält. Bei einigen Arten umschließt das Weibchen die Eier auch mit dem ganzen Körper. Außerdem werden die Eier regelmäßig gereinigt und befeuchtet sowie mit von speziellen Drüsen ausgeschiedenen Wehrsekreten überdeckt, die die Eier vor Pilz- und Bakterienbefall schützen. Im Falle von Cormocephalus konnte beobachtet werden, dass dies über Berührungen mit dem Mund geschieht. Die gesamte Inkubation bis zum Schlupf dauert etwa drei Wochen.

#### Heranwachsen und Lebenserwartung

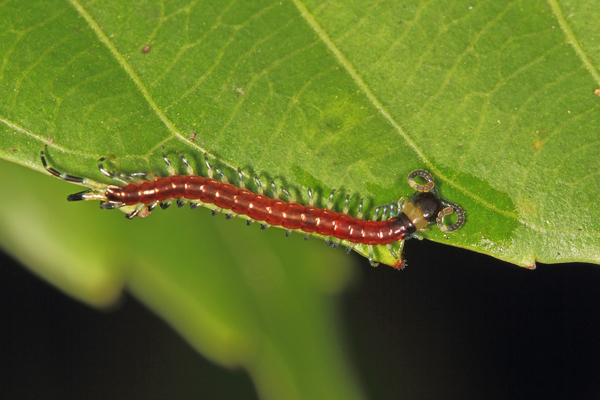
Junger Riesenläufer

Aus den Eiern schlüpfen die sogenannten Protonymphen, die bereits, abgesehen von den fehlenden Geschlechtsorganen, vom Körperbau her den ausgewachsenen Tieren gleichen. Sie verbleiben anfangs ebenfalls im Griff ihrer Mutter. Im ersten Stadium sind die Nymphen noch farblos und zu Bewegungen genauso wie zur Nahrungsaufnahme unfähig. Nach ein bis zwei Wochen erfolgt die Häutung in das zweite Larvenstadium, in dem die Jungtiere zwischen den Laufbeinen des noch immer schützenden Muttertieres umherlaufen. Nahrung nehmen sie aber immer noch keine zu sich. Die Häutung in das dritte Larvenstadium erfolgt 47 bis 50 Tage nach der Eiablage. In diesem Zustand weisen die Jungtiere bereits die arttypische Farbgebung auf und bewegen sich überdies frei und können erstmals Nahrung zu sich nehmen, verbleiben jedoch in der Nähe ihrer Mutter. Diese verbleibt ebenfalls noch für wenige Tage in der Brutkammer und widmet sich nach gut zwei Monaten erstmals selber wieder der Nahrungsaufnahme.
Die bei allen Gliederfüßern für das Wachstum notwendige Häutung der Riesenläufer weist den gleichen Ablauf wie die anderer Hundertfüßer auf. Dieser Prozess kündigt sich bereits einige Tage vorher an, indem die Färbung des Riesenläufers verblasst, was auf unter dem alten Exoskelett (Chitinpanzer) entstehende Ansammlungen von Luft zurückzuführen ist. Außerdem wird der Riesenläufer träger und stellt die Nahrungsaufnahme ein. Die Häutung beginnt damit, dass die Kopfkapsel nach oben wegplatzt. Anschließend kriecht das Tier nach vorne aus seinem alten Exoskelett heraus, wobei das neue noch feucht und sehr empfindlich ist. Bis das neue Exoskelett ausgehärtet ist, verbleibt der Riesenläufer reglos in dem Versteck, in dem die Häutung auch stattgefunden hat. Die Exuvie (abgestreiftes Exoskelett) dient ihm hierbei als erste Nahrung nach der Häutung und liefert dem Tier wichtige Mineralstoffe. Wie bei anderen Gliederfüßern, so können auch bei Riesenläufern verloren gegangene Körperteile durch Häutungen regeneriert werden. Diese können jedoch hinsichtlich ihrer Größe und Form von den einstigen Körperteilen abweichen und unregelmäßige Feinstrukturen aufweisen.

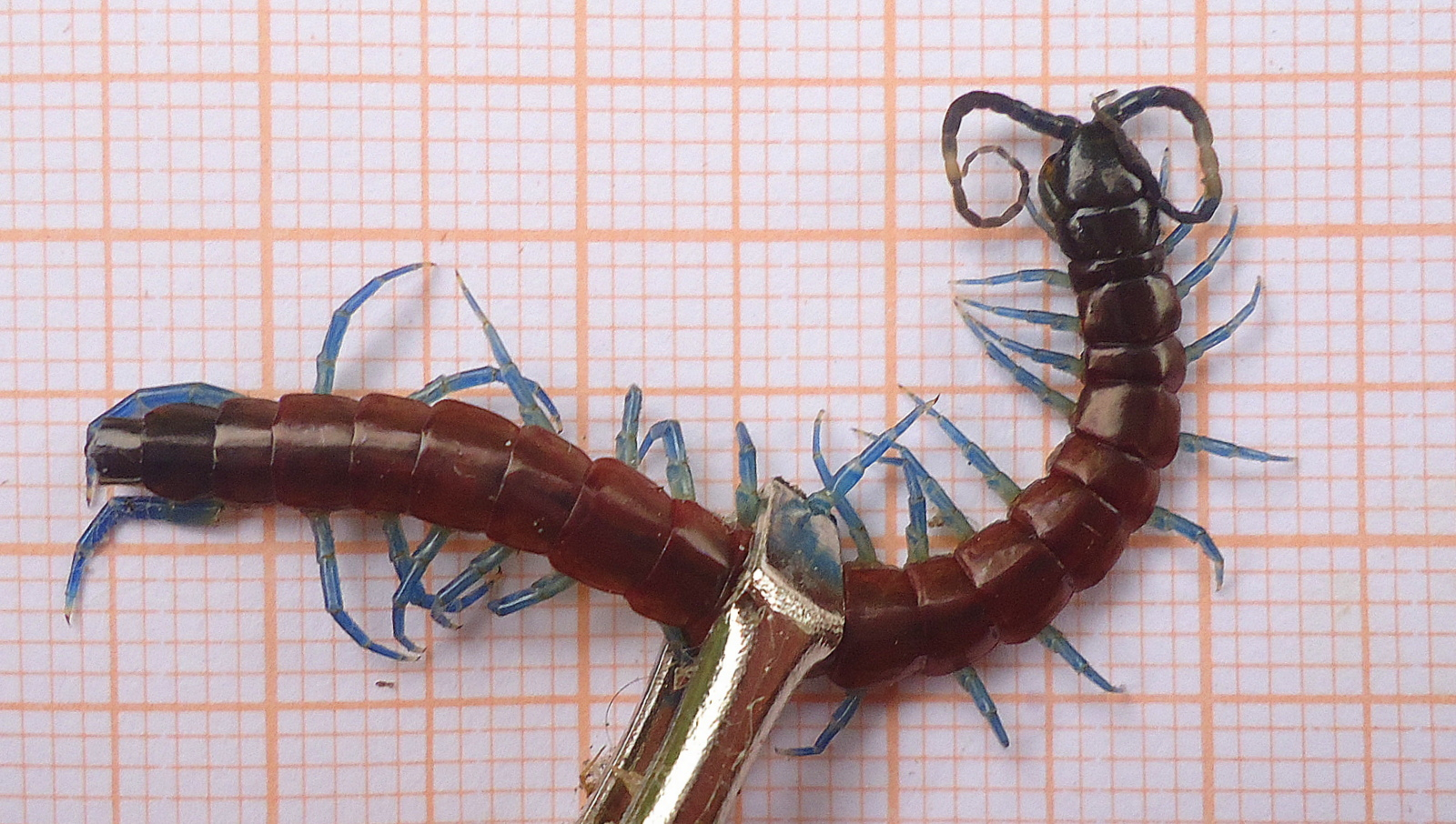
Toter Riesenläufer

Bis zur vollen Entwicklung durchlaufen Riesenläufer insgesamt 11 Larvenstadien, wobei die verbliebenen acht etwa zwei bis drei Jahre Entwicklungszeit in Anspruch nehmen. Ab dem siebten Stadium entwickeln sich die Geschlechtsorgane vollständig. Größere Riesenläufer können über zehn Jahre alt werden. Dabei sind in Wüsten lebende Vertreter jedoch aufgrund ihres schnelleren Lebenszyklus kurzlebiger.

## Toxikologie und Toxizität

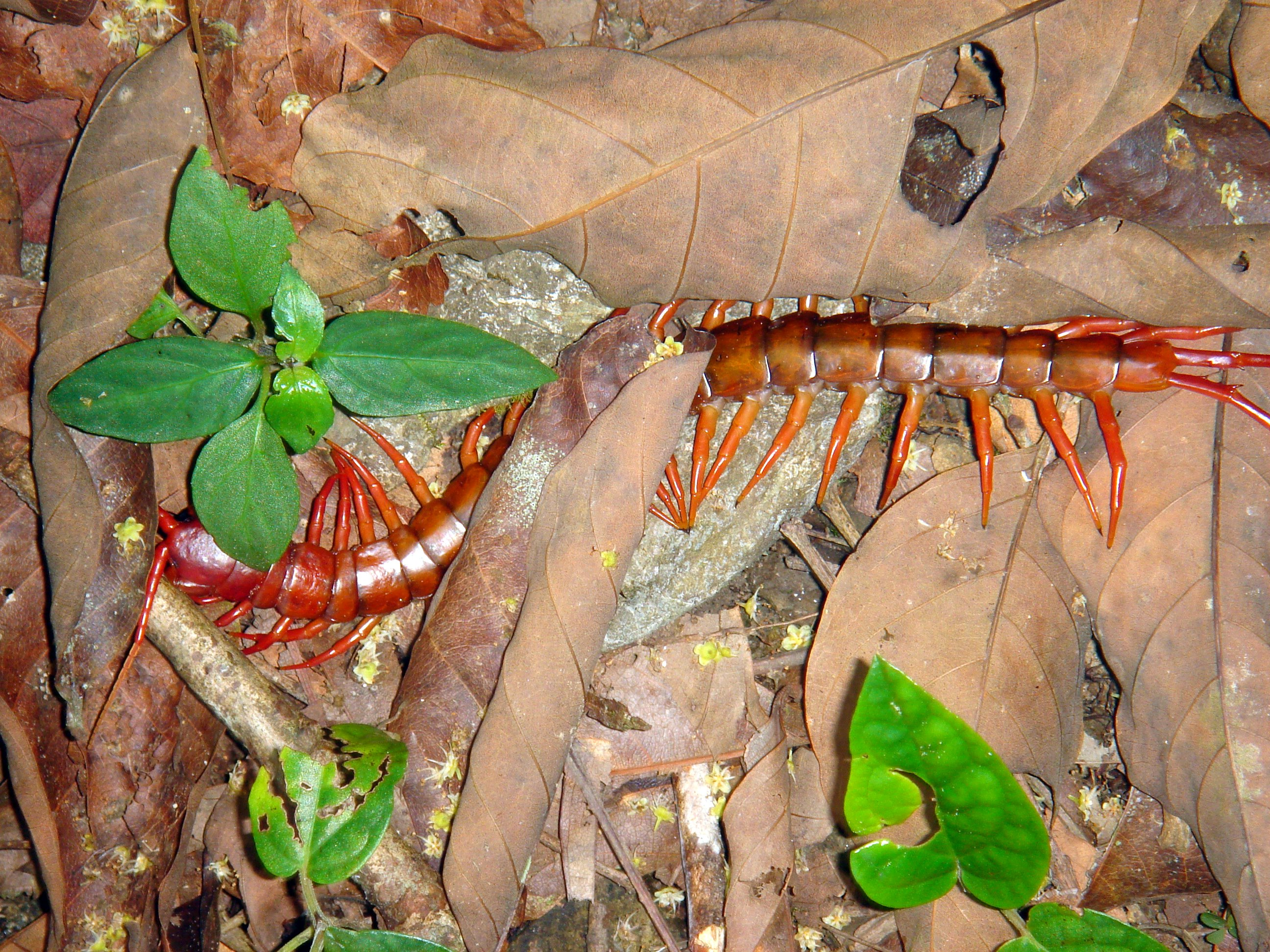
Ein Riesenläufer in Thailand. In Asien kommen die Vertreter der Ordnung mit den stärksten Giften vor.

Wie alle Hundertfüßer, so sind im Grunde auch alle Riesenläufer mit Giftdrüsen ausgestattet. Das Gift dient jedoch primär zum Erlegen von Beutetieren. Die Toxizität eines Riesenläufers fällt je nach Größe und Art unterschiedlich aus. Die Arten mit den stärksten Giften sind den Gattungen Cryptops, Otostigmus, Scolopendra und Scolopocryptos zugehörig und in Asien verbreitet. Gleiches ist auch bei Vogelspinnen der Fall, deren asiatische Vertreter ebenfalls die ausmachen, deren Gifte die höchste Toxizität aufweisen. Die Pharmakologie der Gifte von Riesenläufern ist im Allgemeinen wenig erforscht. Bei vielen Arten bilden Serotonin und Histamin Bestandteile des Gifts. Auch ließen sich eiweißspaltende Substanzen nachweisen, die vermutlich der Verdauung dienen. Im Gift von Scolopendra subspinipes fand man Stoffe, die die Herzmuskulatur schädigen und hämolysierend, d. h. auf Blutkörperchen zerstörend, wirken können.
Die Gifte von Riesenläufern wirken äußerst schnell und effektiv auf Wirbellose und Kleinsäuger. Alleine der Inhalt einer einzelnen Giftdrüse von Scolopendra subspinipes wirkt theoretisch bereits auf mehr als 25 adulte Mäuse zu je 20 Gramm tödlich. Durch das Gift der Art ausgelöste Symptome bei Mäusen, wie Tachypnoe (Atembeschleunigung), Schweißausbrüche, Erbrechen, Atemlähmungen, Krämpfe oder auch das Ableben der Tiere, lassen vermuten, dass es sich dabei um ein Neurotoxin (Nervengift) handelt, das das Nervensystem beeinflusst und somit neurologisch wirkt. Bei Scolopendra galapagonensis ließ sich nachweisen, dass Mäuse unmittelbar nach dem Biss der Art sterben. Von Riesenläufern gebissene Heuschrecken hingegen blieben noch für mehrere Sekunden am Leben und bewegten sich in dieser Zeitspanne auch noch. Der Grund dafür ist das gegenüber dem von Wirbeltieren primitiver ausgebildete Herz- und Kreislaufsystem von Wirbellosen.

## Systematik

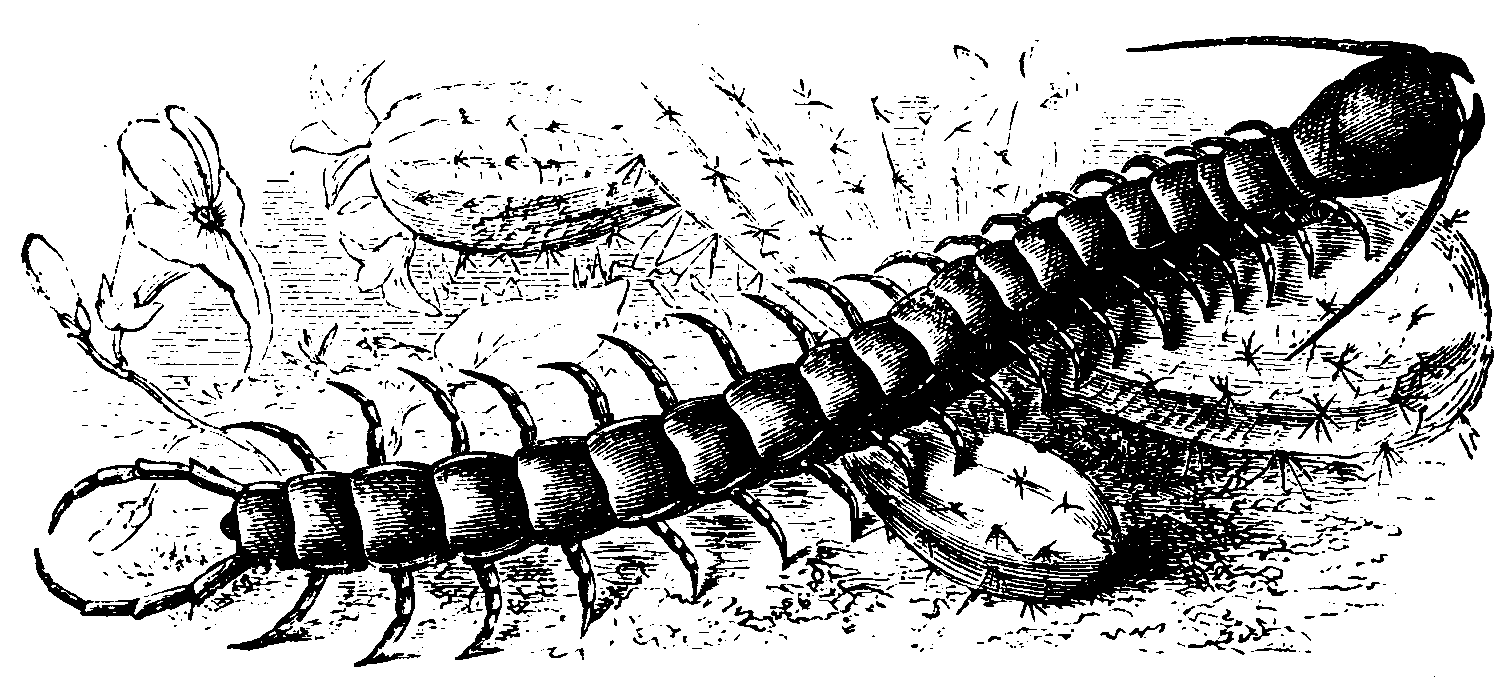
Vermutlich eine Illustration eines Riesenläufers aus „On the Genesis of Species“ (1871) von St. George Mivart

Die klassische Systematik befasst sich im Bereich der Biologie sowohl mit der taxonomischen (systematischen) Einteilung als auch mit der Bestimmung und mit der Nomenklatur (Disziplin der wissenschaftlichen Benennung) von Lebewesen und damit auch denen der Riesenläufer.
Die lateinische Bezeichnung Scolopendromorpha ist eine Zusammensetzung aus dem Nomen scolopendra für „Tausendfuß“ und der Pluralform -morpha aus dem Adjektiv morphus, das wiederum „geformt“ bedeutet.

### Äußere und innere Systematik

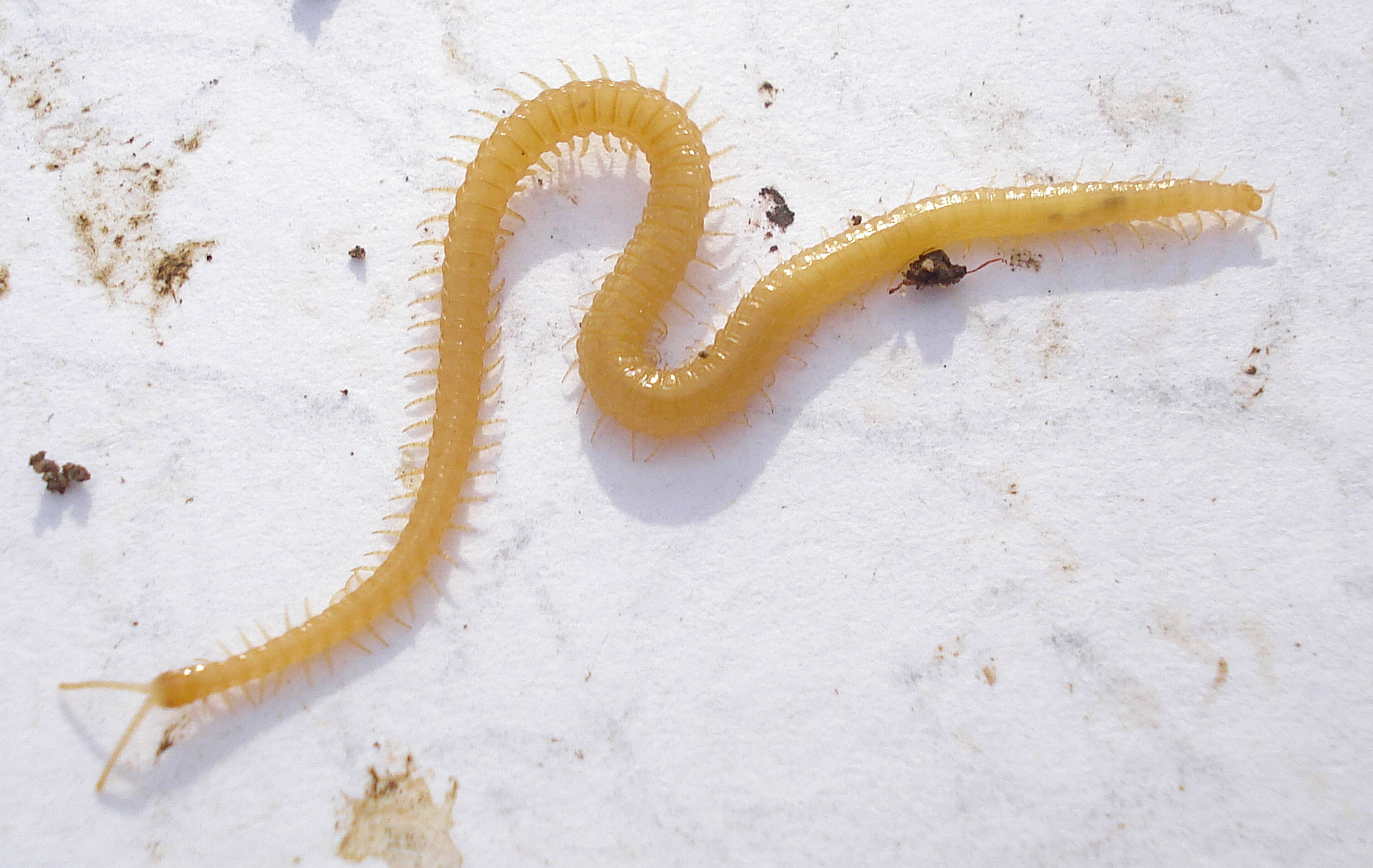
Die Erdläufer (Geophilomorpha sp.) sind die den Riesenläufern am nächsten verwandte Ordnung.

Die Ordnung der Riesenläufer zählt wie fast alle Ordnungen aus der Klasse der Hundertfüßer zur Gruppe der Pleurostigmophora. Die einzige Ausnahme ist die Ordnung der Spinnenläufer (Scutigeromorpha), die als einzige Ordnung zur somit monotypischen Gruppe der Notostigmophora zählt. Ein wesentlicher Unterschied beider Gruppen liegt im Aufbau des Tracheensystems. Bei den Spinnenläufern sind die Stigmen zentral auf den Rückenplatten und nicht lateral an der Pleuralhaut angeordnet, wie es bei der Gruppe der Pleurostigmophora der Fall ist.
Innerhalb der Gruppe der Pleurostigmophora zählen die Riesenläufer zusammen mit der Ordnung der Erdläufer (Geophilomorpha) zur Unterklasse der Epimorpha. Die Stellung der Ordnung der Riesenläufer innerhalb der Klasse der Hundertfüßer wird durch folgendes Kladogramm verdeutlicht:
|                         | Craterostigmomorpha                                                         |
|                         |                                                                             |
| Epimorpha               | \| \| Riesenläufer \| \| \| \| \| \| Erdläufer (Geophilomorpha) \| \| \| \| |
|                         | \| \| Riesenläufer \| \| \| \| \| \| Erdläufer (Geophilomorpha) \| \| \| \| |
|                         | Steinläufer (Lithobiomorpha)                                                |
| Vorlage:Klade/Wartung/3 |                                                                             |
|                         | Riesenläufer                                                                |
|                         |                                                                             |
|                         | Erdläufer (Geophilomorpha)                                                  |
|                         |                                                                             |

|  | Riesenläufer               |
|  |                            |
|  | Erdläufer (Geophilomorpha) |
|  |                            |

|                         | Craterostigmomorpha                                                         |
|                         |                                                                             |
| Epimorpha               | \| \| Riesenläufer \| \| \| \| \| \| Erdläufer (Geophilomorpha) \| \| \| \| |
|                         | \| \| Riesenläufer \| \| \| \| \| \| Erdläufer (Geophilomorpha) \| \| \| \| |
|                         | Steinläufer (Lithobiomorpha)                                                |
| Vorlage:Klade/Wartung/3 |                                                                             |
|                         | Riesenläufer                                                                |
|                         |                                                                             |
|                         | Erdläufer (Geophilomorpha)                                                  |
|                         |                                                                             |

|  | Riesenläufer               |
|  |                            |
|  | Erdläufer (Geophilomorpha) |
|  |                            |

Die Ordnung der Riesenläufer beinhaltet etwa 700 Arten. Diese sind auf 34 Gattungen innerhalb von acht Unterfamilien aufgeteilt, von denen letztere wiederum den drei Familien der Riesenläufer, den Cryptopidae, den Scolopocryptopidae und den Scolopendridae, zugeordnet sind. Die Stellung der Familien innerhalb der Ordnung der Riesenläufer wird in folgendem Kladogramm erläutert:
|  | Scolopocryptopidae                                             |
|  |                                                                |
|  | \| \| Cryptopidae \| \| \| \| \| \| Scolopendridae \| \| \| \| |
|  |                                                                |
|  | Cryptopidae                                                    |
|  |                                                                |
|  | Scolopendridae                                                 |
|  |                                                                |

|  | Cryptopidae    |
|  |                |
|  | Scolopendridae |
|  |                |

Folgende Gattungen sind aus den einzelnen Familien bekannt:
Cryptopidae Kohlrausch, 1881 – etwa 200 Arten, 150 davon aus der Gattung Cryptops
- Cryptops
- Paracryptops
- Tonkinodentus
- Trigonocryptus

Plutoniumidae Bollman, 1893
- Plutonium (1 Art)
- Theatops

Scolopocryptopidae Pocock, 1896
- Dinocryptops
- Ectonocryptoides
- Ectonocryptops
- Kartops
- Kethops
- Newportia (etwa 50 Arten)
- Scolopocryptops (etwa 20 Arten)
- Thalkethops
- Tidops

Scolopendridae Newport, 1844
- Allipes
- Alluropus
- Arthrorhabdus
- Asanada
- Asanadopsis
- Campylostigmus
- Colobopleuros
- Cormocephalus (etwa 90 Arten)
- Digitipes
- Edentistoma
- Ethmostigmus (18 Arten)
- Hemiscolopendra (6 Arten)
- Malaccolabis
- Notiasemus
- Otostigmus
- Psiloscolopendra
- Rhoda
- Rhysida
- Scolopendra (über 90 Arten)
- Scolopendropsis
- Sterropristes

### Fossile Belege
Es gibt mehrere fossile Überlieferungen sowohl von Riesenläufern als auch von anderen Hundertfüßern. Viele davon stammen aus der Zeit des Paläogens und sind heute etwa 45 bis 65 Millionen Jahre alt. Bei einigen dieser in Baltischem Bernstein eingehüllten Funde handelt es sich um Arten, die noch heute vorkommen. Überdies sind alle bisher gefundenen Fossilien von Hundertfüßern mit den heutigen Vertretern hinsichtlich Habitus, Größe und Färbung identisch, was bei vielen fossilen Funden anderer Gruppen von Gliederfüßern oftmals nicht der Fall ist. Aus den bisherigen Funden geht hervor, dass es sich bei der Klasse der Hundertfüßer mitsamt der Ordnung der Riesenläufer um eine urtümliche Tiergruppe handelt, die in den letzten 400 Millionen Jahren nachweisbarer Geschichte keinen evolutionären Änderungen unterlag.
Die bisher ältesten Fossilien der Riesenläufer stammen aus der Zeit des Paläozoikum. Diese in das obere Karbon datierenden Funde wurden am Flussbett des Mazon River im US-Staat Illinois lokalisiert. Darunter beschrieb Samuel Hubbard Scudder 1890 die Art Palenarthrus impressionus und Peter Mundel 1979 die Art Mazoscolopendra richardsoni. Letztere Art besitzt 21 Segmente, lässt sich aber weder der Familie der Scolopocryptopidae noch den Familien Cryptopidae oder Scolopendridae, bei denen diese Segmentzahl am häufigsten vorkommt, sicher zuordnen, da wichtige Kriterien, etwa die Ocelli des Funds, nicht ausreichend gut erhalten sind.
Aus der Zeit des Mesozoikum stammende Fossilien der Riesenläufer wurden in der Crato-Formation im Geopark Araripe (Nordosten Brasiliens) lokalisiert, bei denen es sich um zwei Arten aus der Frühen Kreidezeit handelt. Diese sind die 1998 seitens David Martill und M. J. Barker erstbeschriebene Art Velocipede betimar sowie die 2003 von Heather M. Wilson erstbeschriebene Art Cratoraricrus oberlii. Letztere Art ist, obwohl von dieser bisher nur ein Exemplar gefunden wurde, besser erforscht und weist für die Familie der Scolopendridae typische Merkmale, wie zweigliedrige Tarsen und Sternite mit gepaarten Paramedianrillen, auf. Dabei sind insbesondere derartige und längsgerichtete Rillen für Riesenläufer aus den Triben Asanadini und Scolopendrini innerhalb der Familie der Scolopendridae typisch. Bei Cratoraricrus oberlii lässt sich das Vorhandensein von Ocelli weder be- noch widerlegen. Ein ebenfalls 2003 am gleichen Standort von Federica Menon, David Penney, Paul A. Selden und David Martill gefundener und nicht zuordenbarer Riesenläufer mit 21 Laufbeinpaaren divergierte zwar von Cratoraricrus oberlii. Doch wären für eine bisher nicht mögliche Differenzierung von diesem Exemplar zu Velocipede betimar weitere Analysen notwendig.
Adolf Bachofen von Echt fand 1942 außerdem ein von Baltischem Bernstein umgebenes Exemplar, das der Familie der Cryptopidae (angeblich der Gattung Cryptops) zugehörig ist. Auch fanden Carl Ludwig Koch und Georg Carl Berendt 1854 ein von Franz Anton Menge als Individuum der Art Scolopendra avita bestimmtes Exemplar, umgeben vom gleichen Material. 1999 haben George Orlo Poinar, Jr. und Roberta Poinar einen in Dominikanischem Bernstein umhüllten Riesenläufer entdeckt, der sich als nicht näher bestimmbares Mitglied der Familie der Scolopocryptopinae herausstellte. Das Tier besaß je einen großen und ventralen Dornfortsatz an den Präfemora der Endbeine, ähnlich wie es bei Vertretern der Riesenläufer innerhalb der Gattungen Scolopocryptops und Dinocryptops in dieser Unterfamilie der Fall ist.

## Riesenläufer und Mensch
|  | Die Angaben zur Giftigkeit von Bissen für Personen sind in der Literatur widersprüchlich und reichen von „harmlos“ bis „für Kinder oft tödlich“. Der Umgang mit diesen Tieren erfordert also größte Vorsicht (Handschuhe). Bisse sind auf jeden Fall zu vermeiden! |

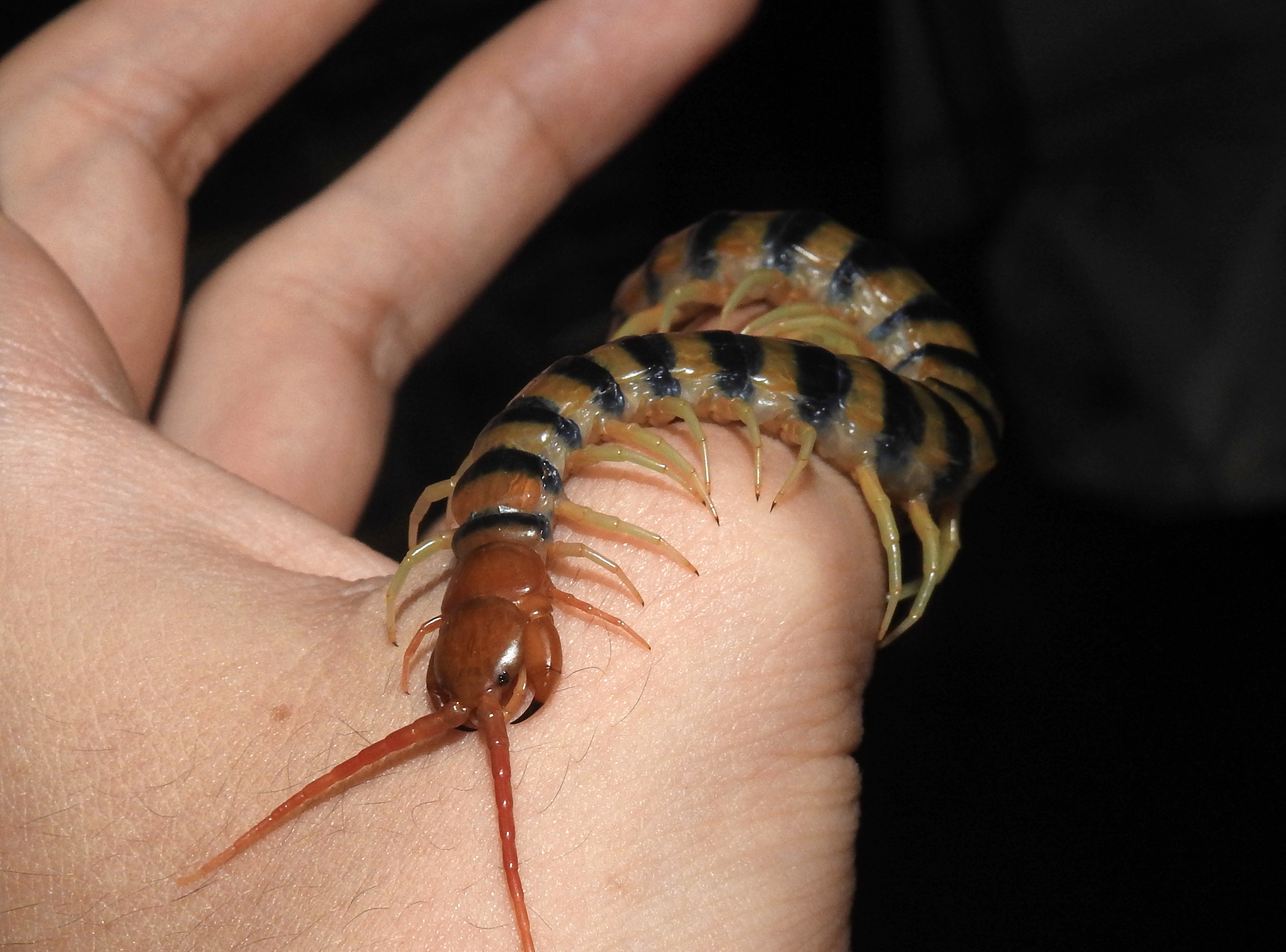
Ein Exemplar von Scolopendra morsitans auf der Hand

Der Mensch und die Ordnung der Riesenläufer stehen in einer vielfältigen Relation zueinander, wodurch auch die Vertreter dieser Ordnung beim Menschen einen unterschiedlich ausfallenden Ruf erhalten. Auch können die Gründe und Ursachen dafür vielfältig sein.

### Bissunfälle und Symptome

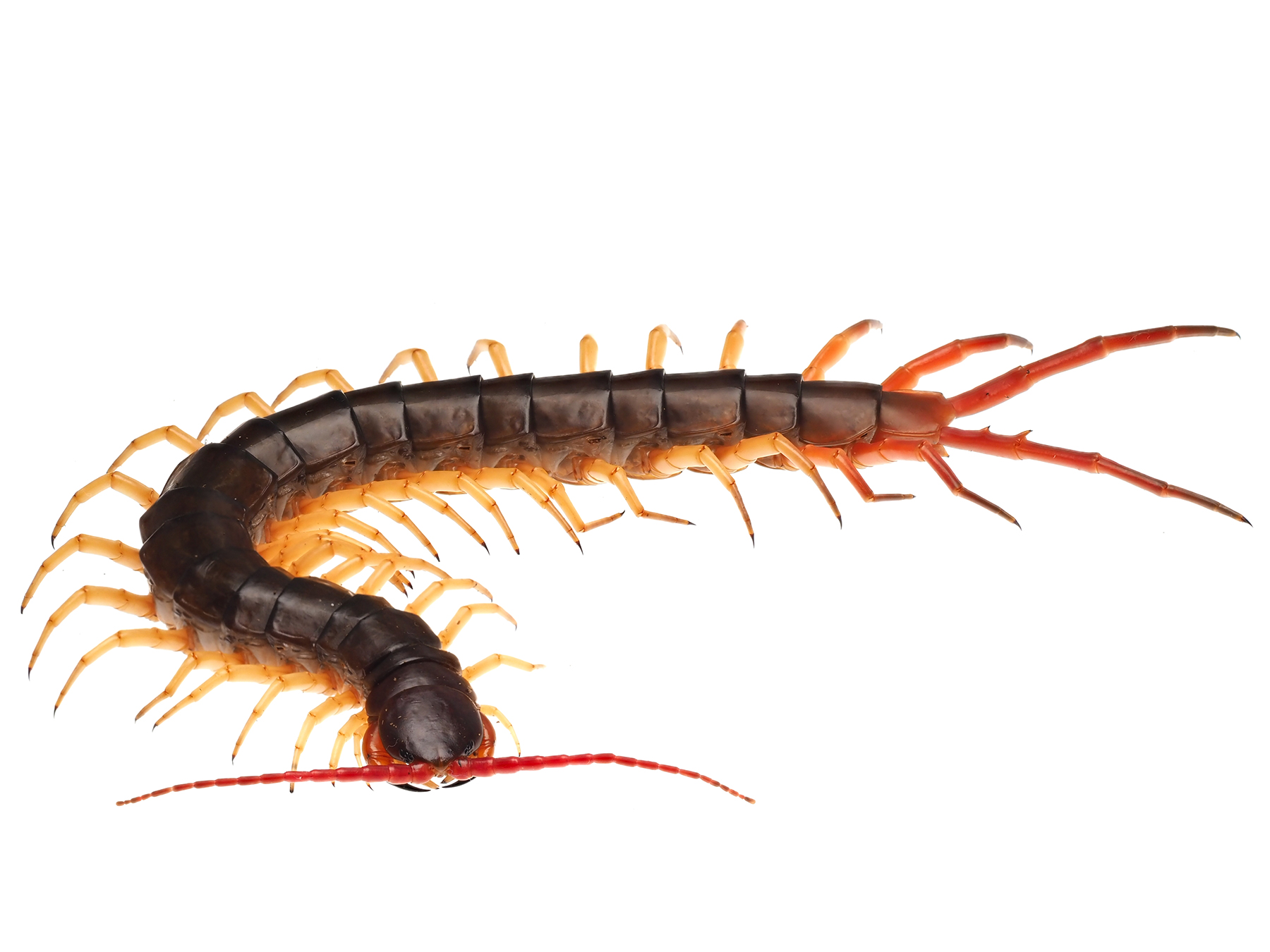
Einige Riesenläufer, wie Scolopendra dehaani, verfügen über auch beim Menschen wirkungsvolles Gift.

Bisse von Riesenläufern auf Menschen wurden mehrfach und von verschiedenen Vertretern der Ordnung belegt, die Toxizität der Gifte ist jedoch umstritten. Als häufige Symptome, die durch Bisse von Riesenläufern ausgelöst wurden, sind teilweise sehr starke sowie über mehrere Stunden oder Tage anhaltende Schmerzen und Schwellungen sowie Rötungen im Bereich der Bisswunde überliefert. Anstelle von Rötungen können auch Blau- oder Dunkelfärbungen im Bereich der Wunde auftreten. Eine weitere mögliche Folge eines Bisses wären Taubheitsgefühle nahe der Bisswunde. Nicht selten bleiben durch Riesenläufer verursachte Bisse jedoch unbemerkt, sodass vermutet wird, dass die Tiere die injizierte Giftmenge dosieren können.
Bei einem von zwei durch die Bisse von Riesenläufern belegten Todesfällen wurde ein Kleinkind in Asien von einem nicht näher bestimmten Riesenläufer in den Kopf gebissen und starb an der Folge des injizierten Giftes. Beim zweiten Fall handelte es sich um einen älteren türkischen Mann, der von einem Exemplar von Scolopendra morsitans gebissen wurde. Er verstarb jedoch nicht an der Giftwirkung, sondern durch eine durch den Biss ausgelöste bakterielle Sekundärinfektion, die häufig nach Bissen von Riesenläufern vorkommt. Weitere Todesfälle oder systemische Erkrankungen werden in älteren Veröffentlichungen erwähnt, die Beweislage dazu ist jedoch eher lückenhaft, da, abgesehen von wenigen Einzelfällen, die überdies zweifelhaft erscheinen, keine medizinischen Daten und Belege erbracht wurden. Der in Amerika beheimatete Riesenläufer Scolopendra heros soll angeblich über Gift- und Wehrsekretdrüsen an den Laufbeinen verfügen. Diese Annahme stammt von verschiedenen Haltern und Züchtern der Art, die behaupteten, dass sich ihre Haut entzündete, sobald Individuen der Art darüberliefen. Von einem Soldaten stammt ein weiterer Bericht dieser Art. Bei diesem sollen erst nach mehreren Tagen derartige Symptome aufgetreten sein. Allerdings liegen auch in diesem Fall keine überzeugenden Belege dafür vor.

### Terraristik

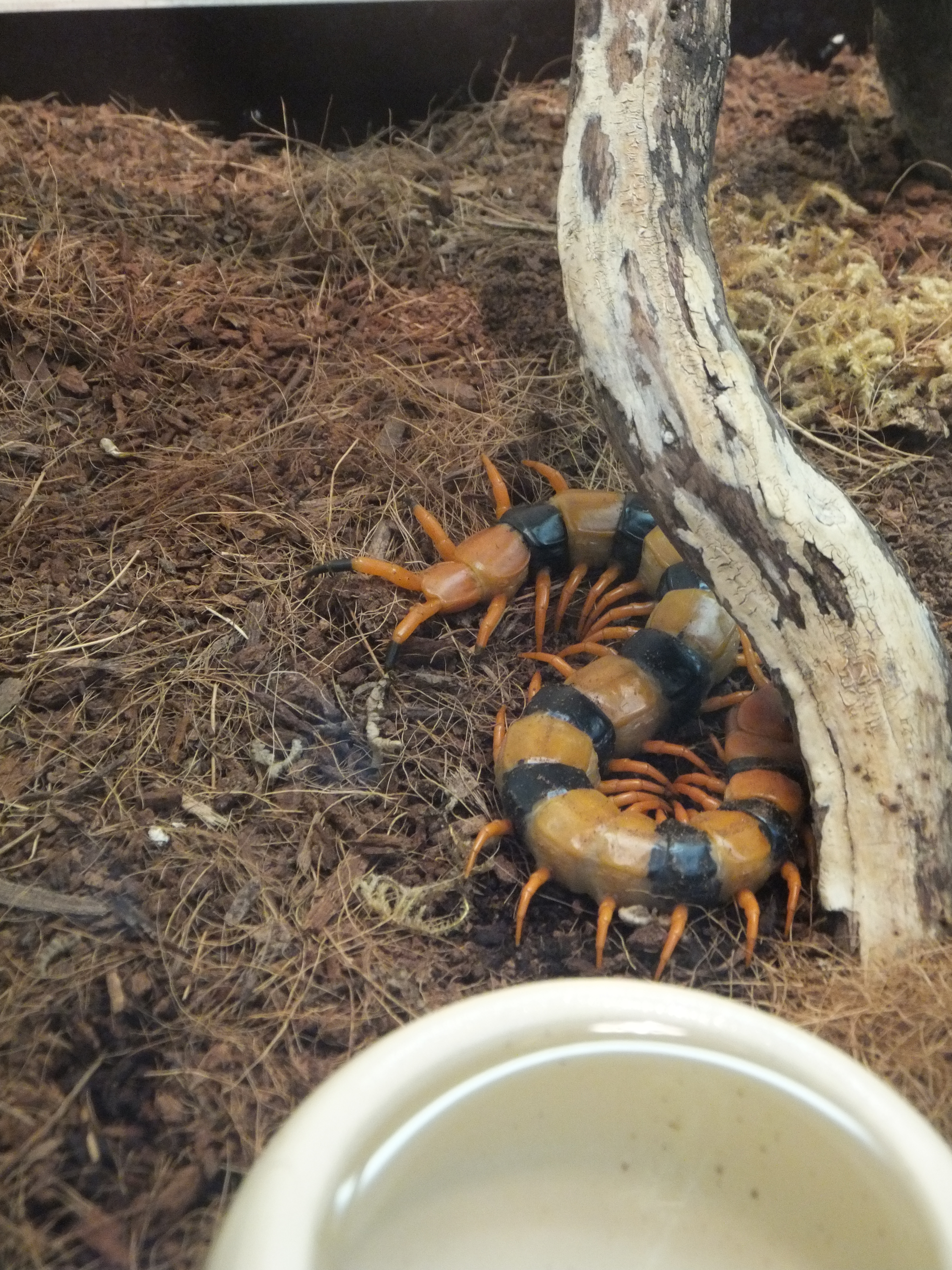
Als Terrarientier gehaltenes Exemplar von Scolopendra hardwickei

Einige Arten der Riesenläufer werden im Rahmen der Terraristik als Heimtiere gehalten, nehmen aber oftmals im Vergleich zu anderen in diesem Bereich gängigen Heimtieren eine geringere Bedeutung ein. Unter den Riesenläufern erhalten im Rahmen der Heimtierhaltung die sub- und tropischen Vertreter der Riesenläufer, die je nach Art vergleichsweise hoch ausfallende Körperlängen erreichen und auffällige Farbgebungen aufweisen können, die größte Aufmerksamkeit.
Aufgrund ihrer geringeren Bedeutung im Bereich der Terraristik werden Riesenläufer im Vergleich zu anderen in der Terraristik gehaltenen Gliederfüßern wenig nachgezüchtet und auch angeboten. Dies kann den Erwerb der Tiere erschweren.

### Nahrungs- und Heilmittel

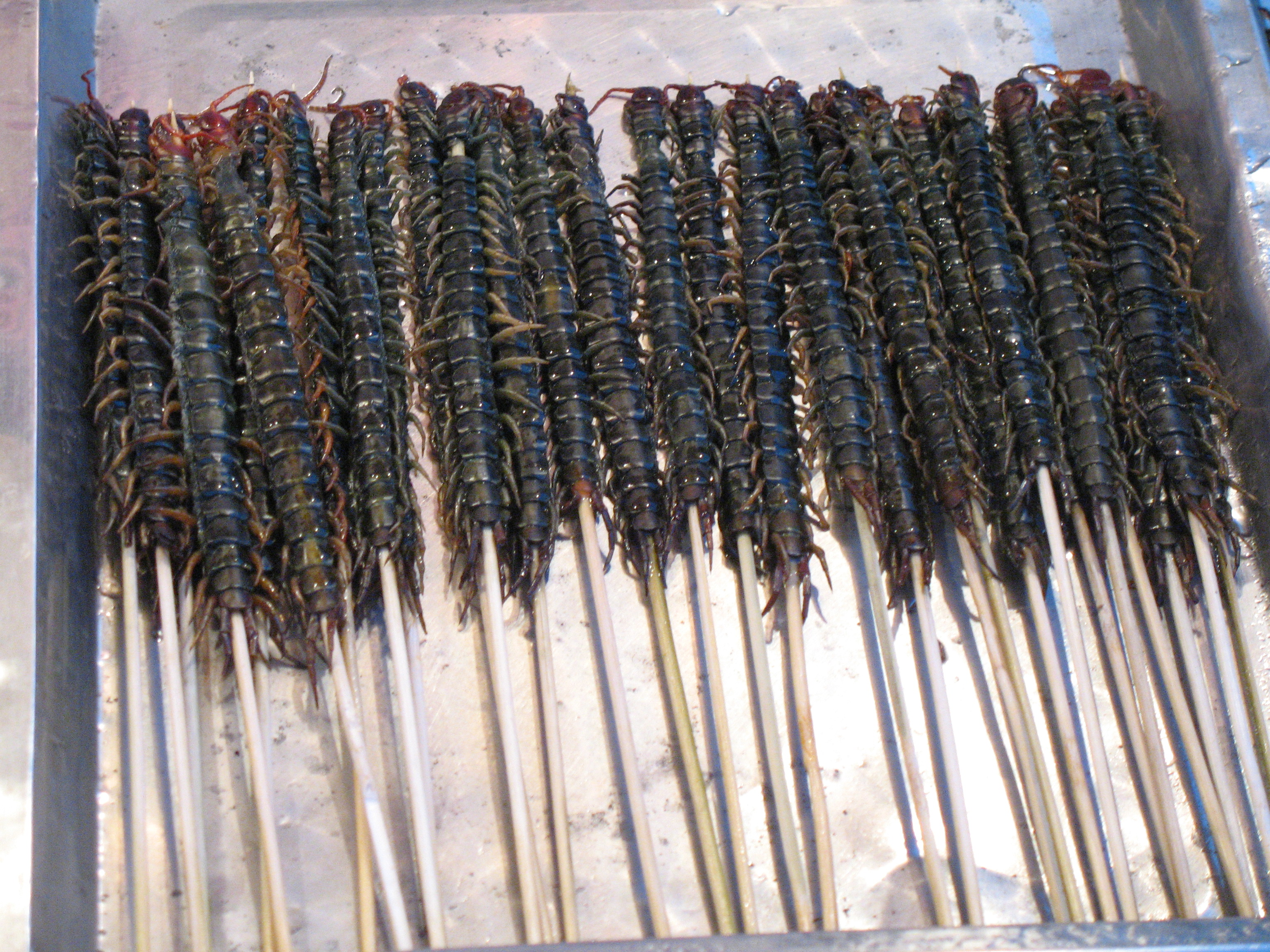
Aufgespießte Riesenläufer auf einem Markt in Wangfujing in China

Einige Riesenläufer werden auch als Nahrungs- oder als Heilmittel im Rahmen der traditionellen chinesischen Medizin genutzt, so etwa Scolopendra dehaani in China. Für die Zubereitung als Nahrungsmittel werden die Tiere durch den ganzen Körper in Längsrichtung aufgespießt und in heißem Öl frittiert. Eine Möglichkeit, Individuen der Art als Heilmittel zu verwenden, besteht darin, diese in Alkohol einzustampfen und einzukochen. Dabei soll ein angeblich wirkungsvolles Analgetikum (Schmerzmittel) entstehen.